# Catedral de San Gervasio y San Protasio (Soissons)
La basílica-catedral [de] San Gervasio y San Protasio (en francés: basilique-cathédrale Saint-Gervais-et-Saint-Protais) es una catedral católica francesa de estilo gótico clásico. Fue erigida en basílica menor el 10 de marzo de 1857. Se encuentra en la pequeña ciudad de Soissons (28 290 hab. en 2014), en el departamento de Aisne (a 99 km al noreste de París). Soissons era probablemente la capital Noviodunum de los suesiones en tiempos de la Guerra de las Galias de Julio César, y fue luego la primera capital de Francia, capital de los francos de Clodoveo, recordada por el famoso incidente del jarrón de Soissons. En los siglos XII y XIII gozaba de una cierta prosperidad que le permitió abordar la construcción de numerosos edificios góticos, algunos conservados, entre ellos la catedral.
La catedral fue objeto de una clasificación al título de monumento histórico de Francia, parte de la segunda lista de monumentos históricos del país, la lista de monumentos históricos de 1862.

## Historia

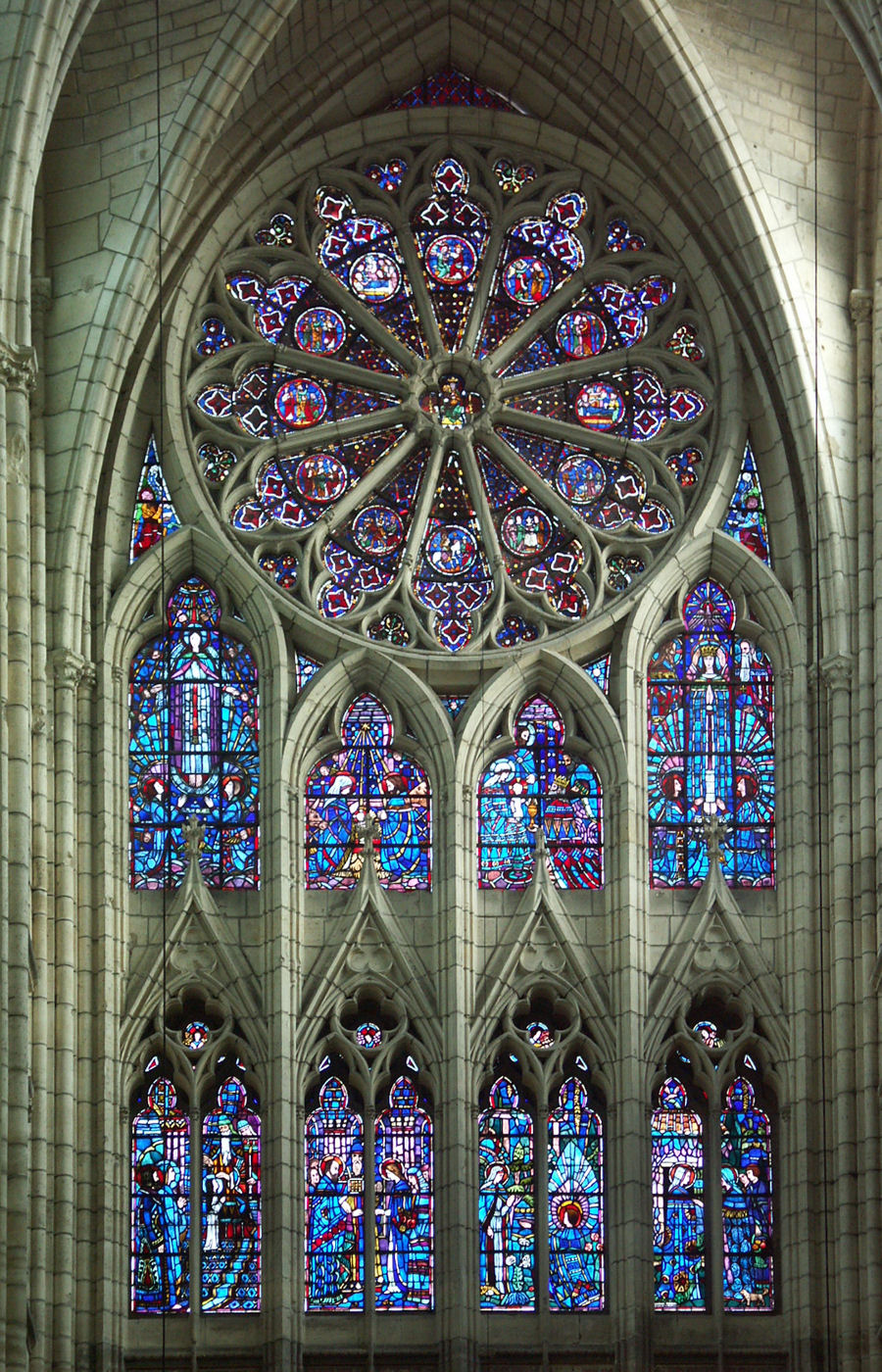
La vidriera del crucero norte. El rosetón data de inicios del XIV

La construcción de la actual catedral de Soissons, la tercera en la historia de la ciudad, comienza en 1176 y se prolongó durante tres siglos. La celebración de la dedicación por el obispo Jean Milet tuvo lugar el 25 de abril de 1479.
En el siglo III comienza la historia de la diócesis de Soissons (atestiguada desde 260), tras el desmembramiento de parte de la diócesis de Reims. Pero el sitio de la primera catedral sigue siendo desconocido hasta la fecha. En 815, la segunda catedral, consagrada por Rothade (obispo en 814-831), sí parece haber sido construida en el sitio de la actual catedral. Esa catedral carolingia sufrió en 948 daños debido al incendio de su claustro que rovocaron por las tropas de Hugo el Grande, padre de Hugo Capeto, aunque los documentos de archivo dan pocos detalles sobre el alcance de esos daños.
Los trabajos de la actual y tercera catedral parecen haber comenzado a finales del siglo XI, pero en un modo muy menor, y no fue hasta mediados del siglo XII que comienza el proyecto principal a través la acción de tres obispos: Josselin Vierzy (1126-1152), Anscoul Pierrefonds (1152-1158) y Nivelon de Quierzy que, desde 1176, había legado la tierra al capítulo de la catedral para construir el crucero sur, que es la parte más antigua del edificio y que termina con un ábside redondeado. A diferencia del resto de la catedral, este brazo del transepto tiene un alzado de cuatro pisos o niveles, y no de tres. Datado a finales del siglo XII, debe considerase como una obra maestra pura de la época del gótico temprano.
En 1190 fue fundada la capilla de Saint-Jacques en la planta de la capilla orientada del brazo sur. En esa fecha tuvieron que ser elevados los dos primeros niveles, las grandes arcadas y las tribunas del transepto. Rápidamente las obras debieron desplazarse al crucero del transepto, al final de la nave actual y del coro. En 1193, a más tardar, el dean Guillaume dio cinco marcos de plata para la construcción de la corona, término este que puede referirse tanto al ábside con deambulatorio del coro, como al candil circular que corona el altar. Sea como sea, esa indicación muestra que la construcción del coro estaba prevista al menos desde comienzos de la década de los años 1190, es decir, antes de la construcción de la nueva catedral de Chartres. Esta parte de la catedral, la más innovadora, fue sufragada por el capítulo con los ingresos derivados de la reciente posesión de varias reliquias prestigiosas que habían sido donadas a la catedral por Nivelon Quierzy después de la cuarta cruzada, que permitió a los cruzados, tras la toma de Constantinopla,  la posesión de los tesoros de la ciudad imperial. El capítulo pudo utilizar parte del dinero pagado por los fieles que acudieron en masa a venerar esas reliquias, para la realización del coro, muy grande y luminoso, construido entre 1197 y 1212.
En 1212, no solo el coro estaba acabado, sino también el crucero, las arcadas y el triforium del último tramo de la nave, así como los dos brazos del transepto, el brazo sur que se conserva, y un brazo norte, presumiblemente simétrico, que posteriormente fue sustituido por el brazo actual. Un muro provisional aislaba el crucero de la nave todavía en construcción. Las naves laterales del norte y del sur datan de los años 1212 a 1230. La fachada occidental del edificio data de mediados de ese siglo XIII. La reconstrucción del brazo del transepto norte se completó en el último cuarto del siglo XIII y estaba terminado en el cambio de siglo con la construcción de su hermoso vitral con un rosetón.
Simultáneamente, la construcción de la torre sur de la fachada occidental, inspirada en las torres de Nuestra Señora de París, avanzó muy lentamente, sobre todo porque los trabajos se encontraban en punto muerto a mediados del siglo XIV debido a la guerra de los Cien Años.
En 1414 los borgoñones sitiaron la ciudad y dejaron que los habitantes de Soissons se aprovechasen de las piedras de la obra para reparar sus viviendas dañadas. Tanto es así que en última instancia, la torre sur nunca recibirá la flecha originalmente programada. Peor aún, la catedral se verá privada de forma permanente de su torre norte por falta de fondos.
El 25 de abril de 1479 el obispo Jean Milet procedió a la dedicación de la catedral, en un edificio aún sin terminar. Esa fecha se considera el final del período de construcción del santuario.
En 1567-1568, los hugonotes ocuparon Soissons y destrozaron atrozmente el edificio: el mobiliario fue quemado, saquearon el tesoro, el pequeño campanario que se encontraba en el crucero fue abatido y la estatuaria de los portales fue gravemente dañada. El edificio se reparó gracias a la generosidad del obispo Charles de Roucy, que cedió a este efecto los ingresos del obispado durante tres años; los clérigos de las vecinas catedrales de Laon y Reims participaron en esta empresa.
Una nueva sillería para el coro fue encargada en 1569, los grandes órganos se entregaron en 1628. Un nuevo coro alto fue erigido sobre los cimientos del antiguo, es decir, entre los pilares orientales del crucero: fue obra de Paul Le Grand, Liénard y Henri Gentillâtre de Reims.
En el siglo XVIII, la catedral recibió nuevas capillas, una dedicada al Sagrado Corazón, en el lado sur de la nave, y dos capillas más construidas en el lado norte, una dedicada a san Pablo y la otra a San Agustín. La decoración y el mobiliario del coro fueron renovados entre 1767 y 1775 bajo la dirección del escultor Michel-Ange Slodtz.
En la época de la Revolución, la catedral sufrió de nuevo más degradaciones. Fue cerrada una primera vez en 1793 y nuevamente en 1796. En 1798 los teofilantropistas destruyeron los vestigios de decoración, en especial en los portales. La iglesia se volvió a abrir en 1799 y el primer obispo concordatario, monseñor Leblanc de Beaulieu, lanzó las primeras restauraciones, desgraciadamente muy mal conocidas.
Bajo el Primer Imperio napoleónico, la catedral albergó un polvorin. En 1815 se produjo una explosión que destruyó las vidrieras de la nave. Las del coro se salvaron, así como las vidrieras del brazo norte del transepto.
En 1862, la catedral se clasificó como monumento histórico parte de la segunda lista de monumentos del país —la lista de monumentos históricos de 1862— que contaba con casi un millar de bienes. Eso supuso que se iniciaron algunos trabajos de restauración mejor documentados. Los más visibles en el exterior concernieron a la sustitución de los arbotantes del brazo sur, mucho más ligeros en su origen, y al establecimiento, en el modelo de la nave, de un pasaje en la base del techo del coro, que anteriormente era deficiente. En el interior se procedió, a finales del siglo XIX, a un despojo sistemático de los viejos recubrimientos, siendo las juntas rutinariamente rehechas y subrayadas, lo que creó el molesto efecto de retícula, del que el transepto norte conserva las huellas.

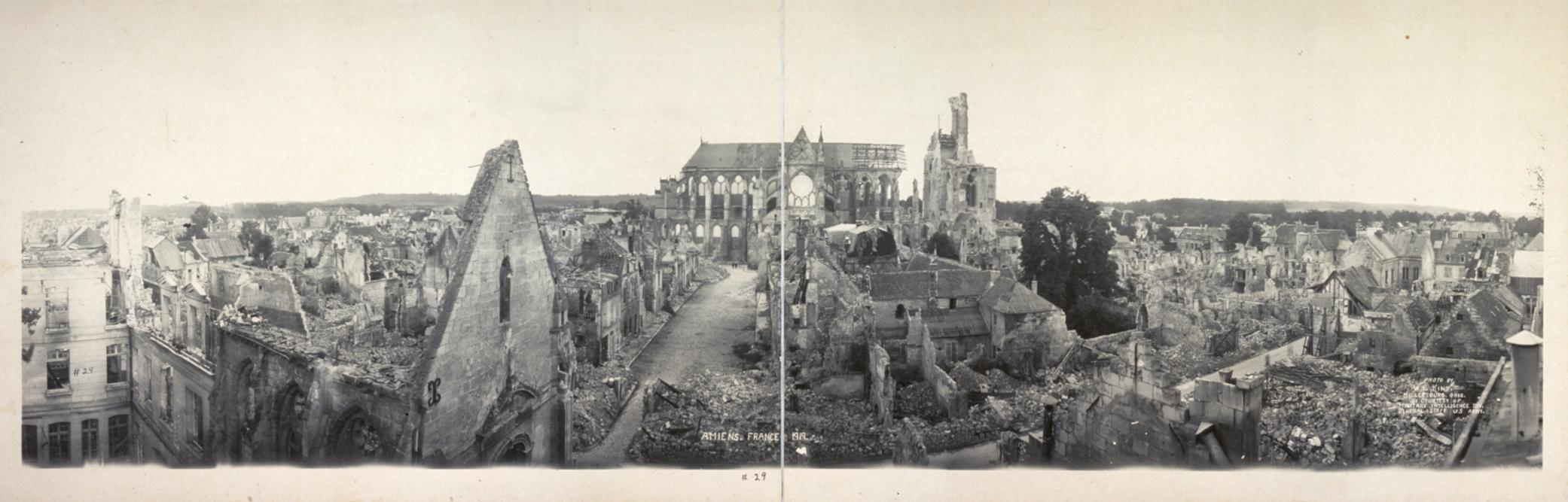
Vista de la catedral y su entorno destruido por la guerra (1919)

Pero el ataque a la integridad de este notable monumento no se detuvo tampoco. Apenas restaurada, la catedral sirvió como blanco durante los combates de la I Guerra Mundial. Al final de las hostilidades, la parte superior de la torre de la fachada y los tres primeros tramos de la nave estaban casi arrasados. Se emprendió una larga restauración dirigida por el arquitecto Emile Brunet que fue terminada en 1937.
En la noche del 12 al 13 de enero de 2017, el rosetón de la fachada oeste fue desgarrado por la fuerza de los vientos durante la tormenta Egon,  que también dañó el órgano detrás del rosetón.

## Materiales de construcción
La catedral está construida esencialmente en piedra calcárea luteciana que data de alrededor de 45 Ma, extraída en el Soissonés. Esta piedra de alta calidad es típica de la zona de sedimentos terciarios de la región de París. Soissons se encuentra en el centro de una importante cuenca cantera cuyas piedras se utilizaron para construir París. Algunas canteras subterráneas siguen aún activas en la actualidad.

## Exterior de la catedral

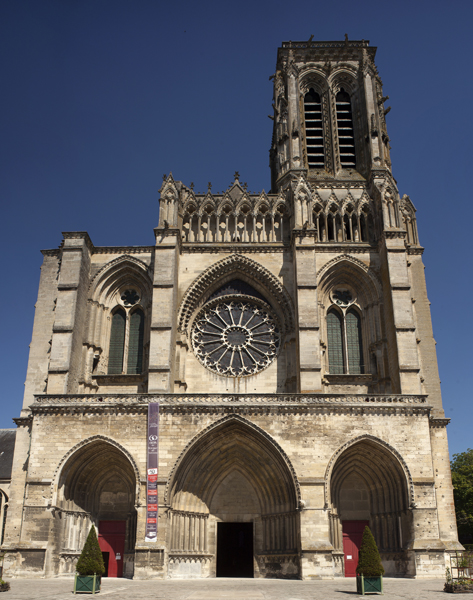
Fachada occidental

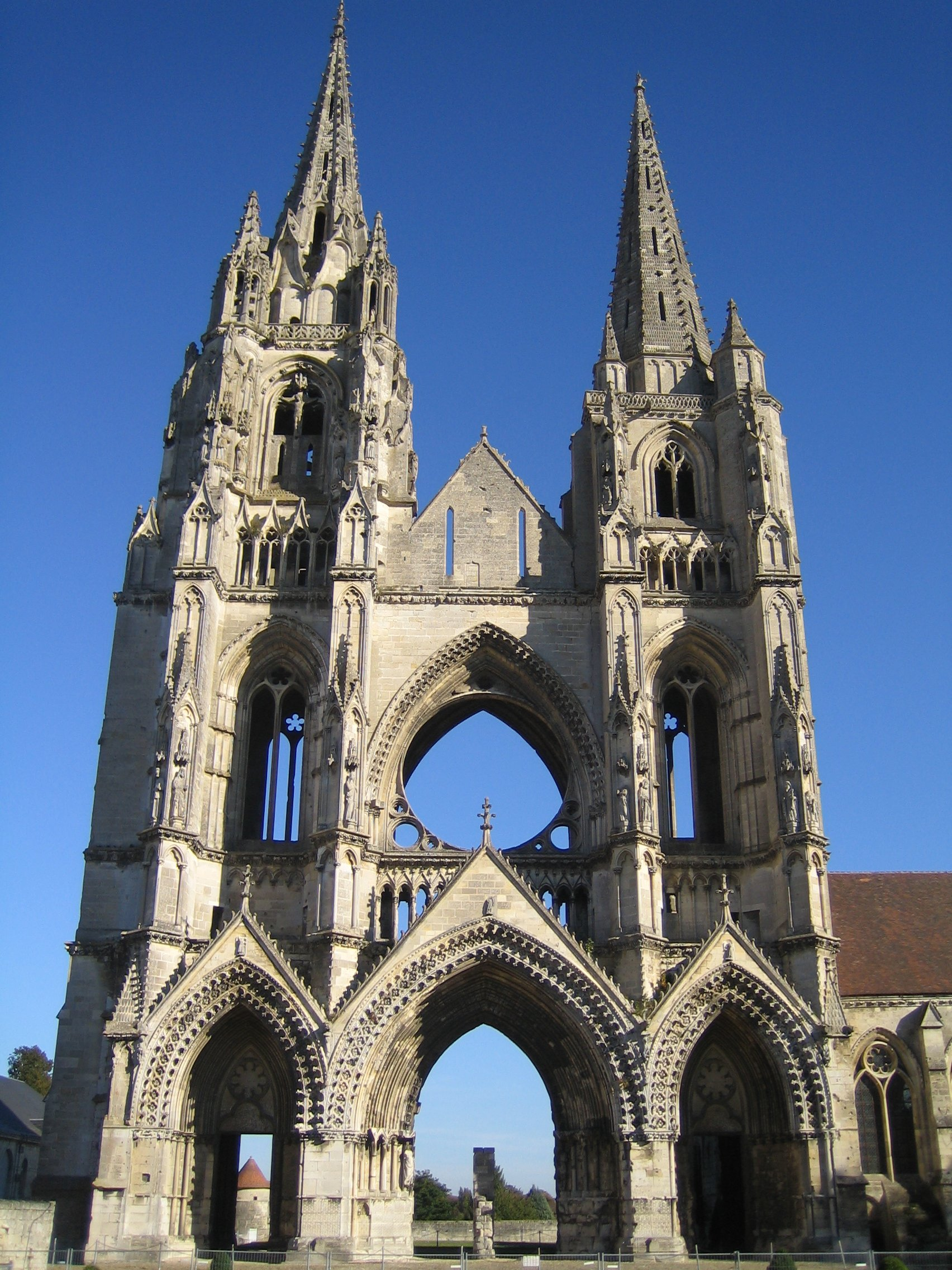
Fachada de la abadía de San Juan de las viñas, muy próxima a Soisson, con una portada con tres portales con gabletes, como debió tener en origen la catedral de Soisssons.

### La fachada occidental
La fachada occidental se organiza en tres niveles. Es totalmente asimétrica, ya que la torre norte, originalmente prevista, nunca se construyó y con ello dejó un gran vacío. Del mismo modo, tampoco fueron construidas las dos altas flechas que debían rematar las torres, al igual que en muchas otras catedrales francesas. En la base de la fachada se encuentran los tres portales tradicionales aunque perdieron sus gabletes y toda estatuaria y ornamento —asolados por el vandalismo hugonote, y después por las reparaciones nefastas llevadas a cabo en el siglo XVIII por algunos restauradores incompetentes no respetuosos con el gótico, y, finalmente, por los revolucionarios—. Los portales originales tenían porches rematados por grandes gabletes, como en las catedrales de Amiens y en Reims. Debían ser parecidos en estilo a los de la abadía de Saint-Jean-des-Vignes, pero de más tamaño y decorados con numerosas estatuas. A pesar de las graves ausencias, la fachada muestra una gran armonía en su composición, lo que permite imaginar el esplendor y la elegancia del proyecto original.
Por encima del nivel de los portales, se encuentra, en el centro, un rosetón destacado mediante un gran arco apuntado. A ambos lados del rosetón, bajo la ubicación de las torres, hay dos grandes vanos geminados, coronados cada una por un pequeño óculo de seis lóbulos. En la parte superior de la fachada, en el centro, una galería ornada de arcadas geminadas conectaría ambas torres.
Cuatro potentes contrafuertes muy marcados dividen verticalmente el edificio. Están destinados a garantizar la estabilización tanto de la fachada como de las dos torres previstas inicialmente. Y se puede decir que no han fallado en su misión, porque durante los combates de la Primera Guerra Mundial, la torre dañada en la parte superior por tiros de artillería, resistió bien.

### La torre de la catedral

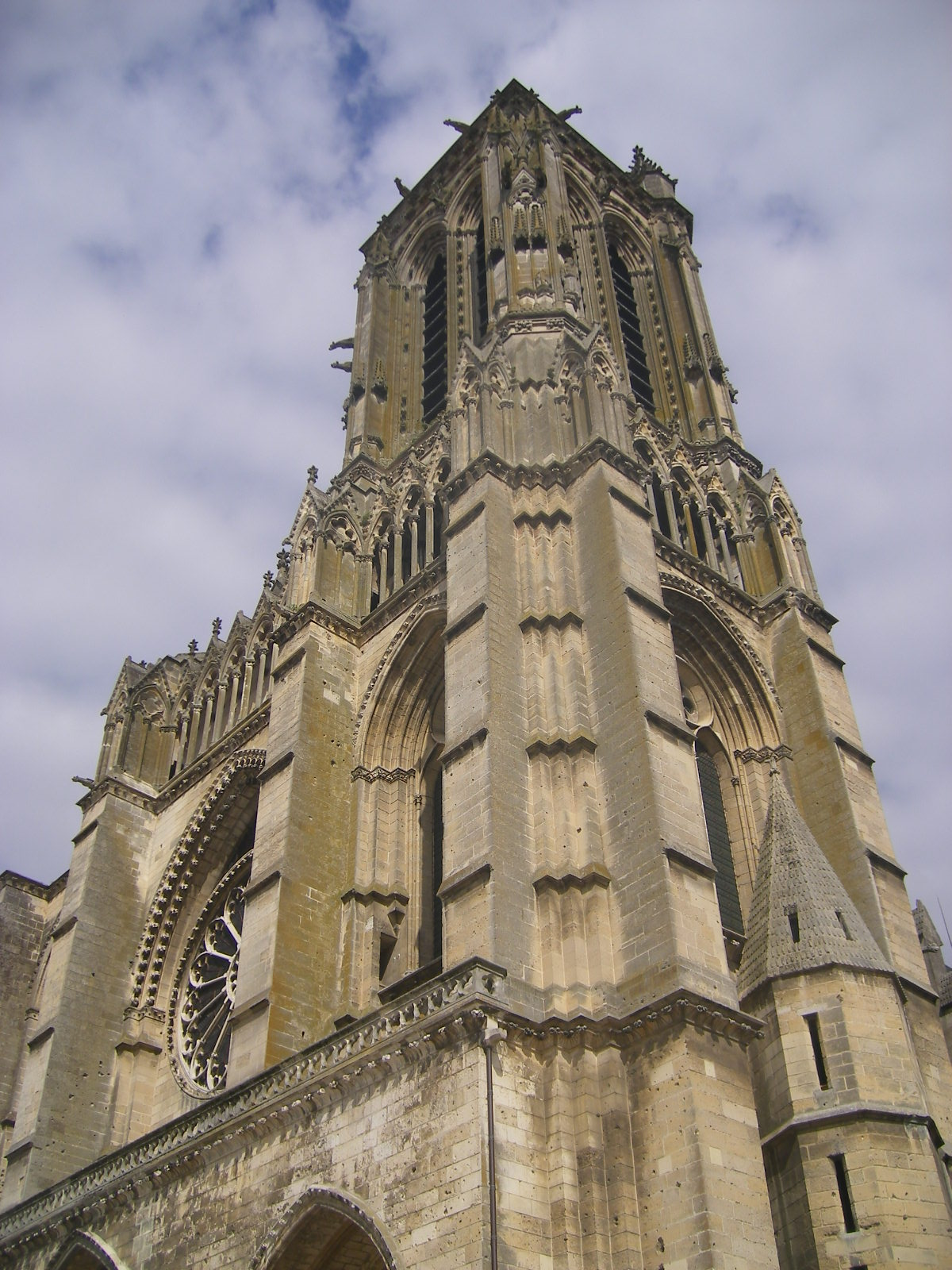
La torre de la catedral de Soissons tiene aproximadamente la misma altura que las dos torres frontales de Notre Dame en París

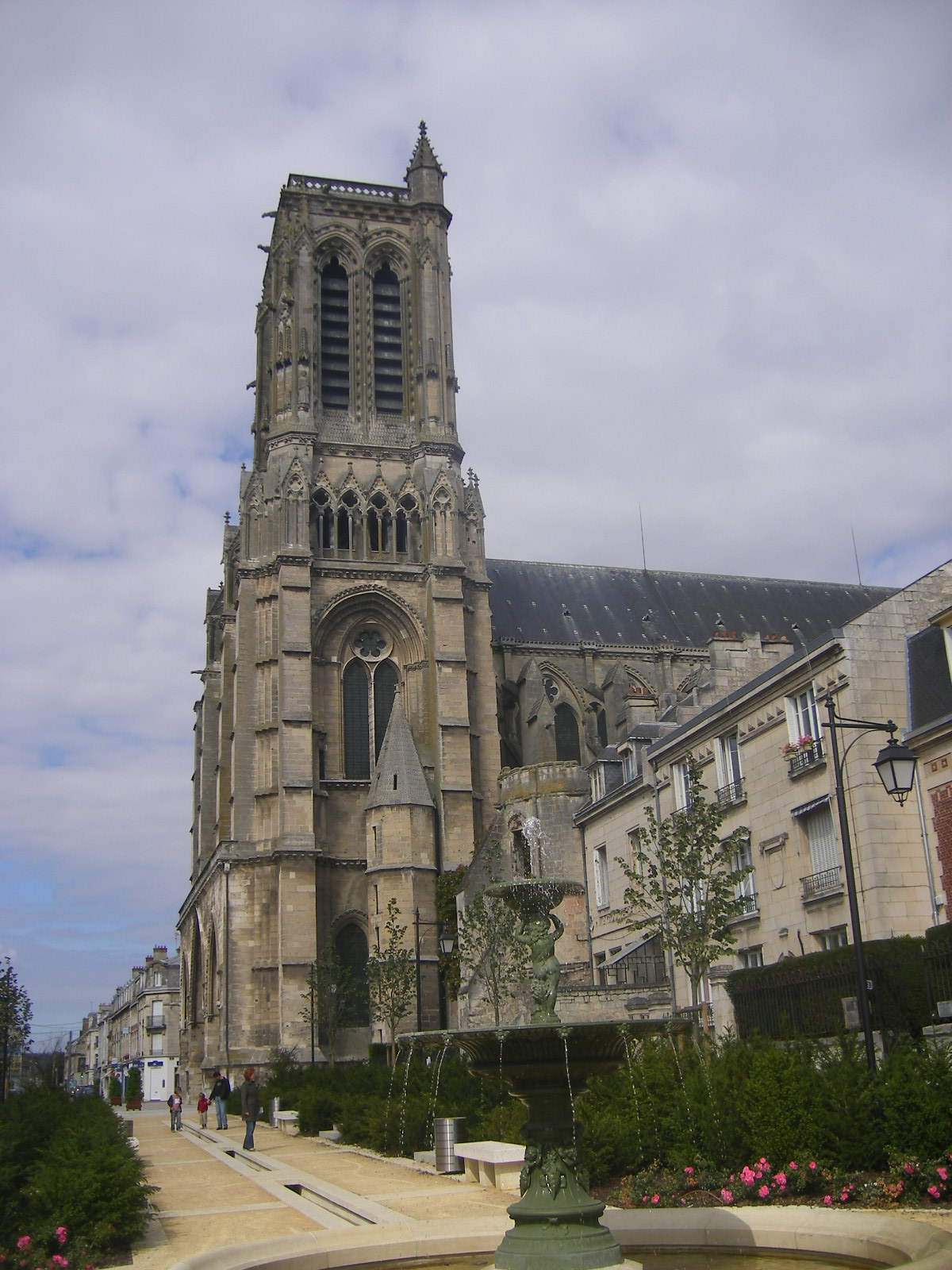
Lado sur de la torre

La parte sur de la fachada soporta la única torre existente, de planta cuadrada como en París, que no tiene más que un solo nivel. Su base está rodeada por la continuación de la galería superior del centro de la fachada. Siguiendo un patrón clásico en la región de la Isla de Francia, cada una de las cuatro caras de la torre está perforada por dos largos vanos provistos de tornavoces. La parte superior de la torre se remata con una terrazad bordeada por una balaustrada. En la esquina sureste de esta terraza hay un pequeño edículo que aloja la parte superior de una escalera de caracol inscrita en un potente contrafuerte.
El lado sur de la torre, que forma un todo con el macizo de la fachada sobre la que se encuentra, está equipado con grandes vanos y una pequeña galería de arcos que prolongan la galería de la parte superior de la fachada. Está flanqueada en su base con una torreta octogonal que está integrada en ella, coronada con un techo cónico y perforada con aspilleras, y que alberga una escalera que permite acceder a los pisos de la fachada y de la torre. Hay una torreta idéntica también en el norte, bordeando el lado norte del macizo de la fachada occidental.

### Las fachadas laterales

#### La fachada sur y el crucero sur del transepto
Entre los arbotantes del crucero sur del transepto se pueden contemplar tres vanos superiores así como tres vanos más anchos todo a lo largo de los dos niveles inferiores. La capilla redonda del lado oriental del transepto se cubre con un techo con tejas coloreadas de tintas diversas.
En el este del crucero, en la esquina formada con el coro, se eleva una larga torreta cuadrangular coronada con un techo cónico apuntado. Esta estructura, que se eleva hasta la base de la cubierta de la nave central-coro, aloja una escalera de caracol que permite acceder a los desvanes y el techo a lo largo de la nave.
Esta nave principal está flanqueada en toda su longitud por arbotantes muy robustos, de dos vuelos, que se apoyan en masivos contrafuertes. El conjunto está diseñado para asegurar la estabilidad del edificio.

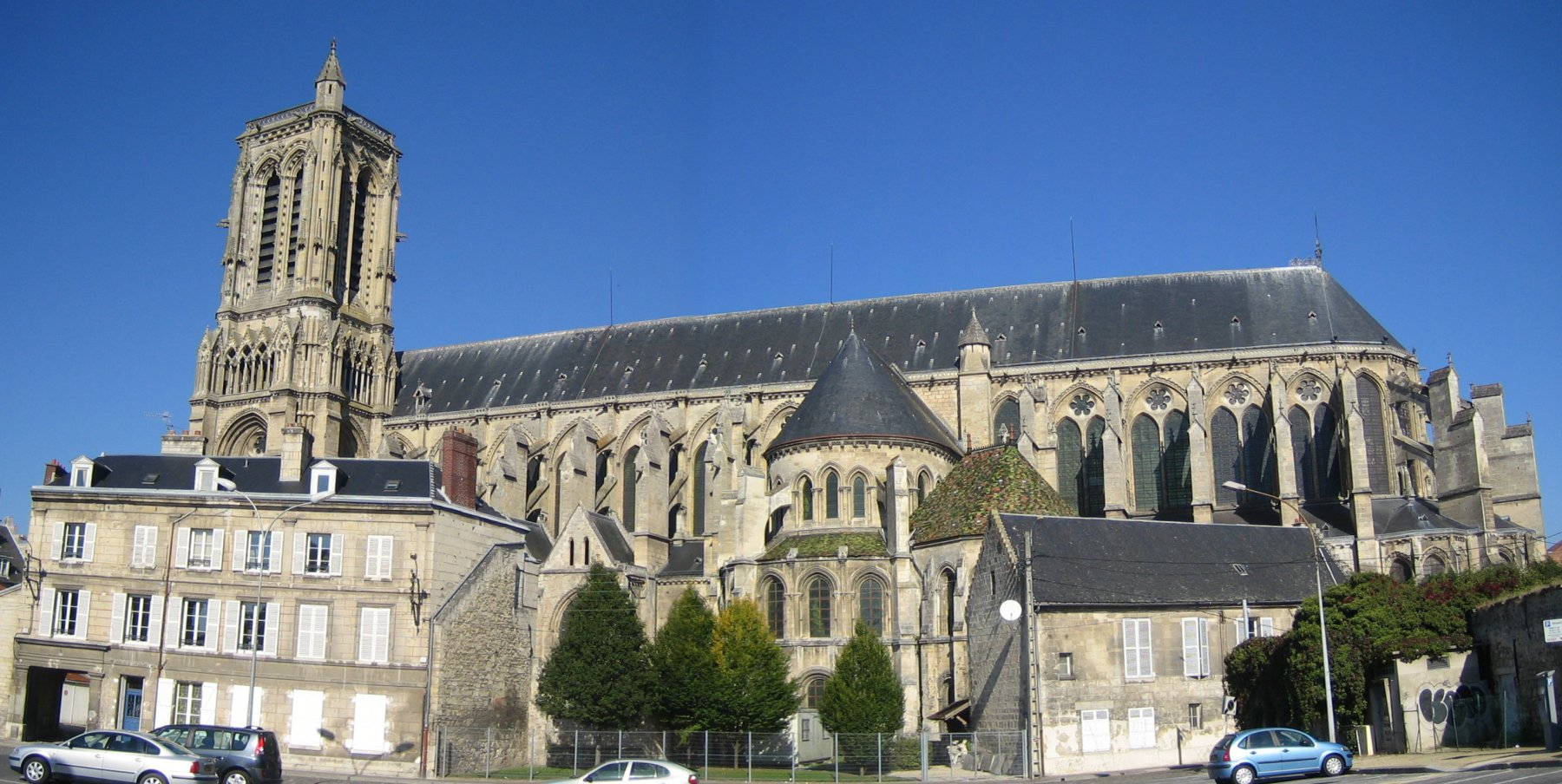
Lado sur de la catedral

#### El crucero norte del transepto

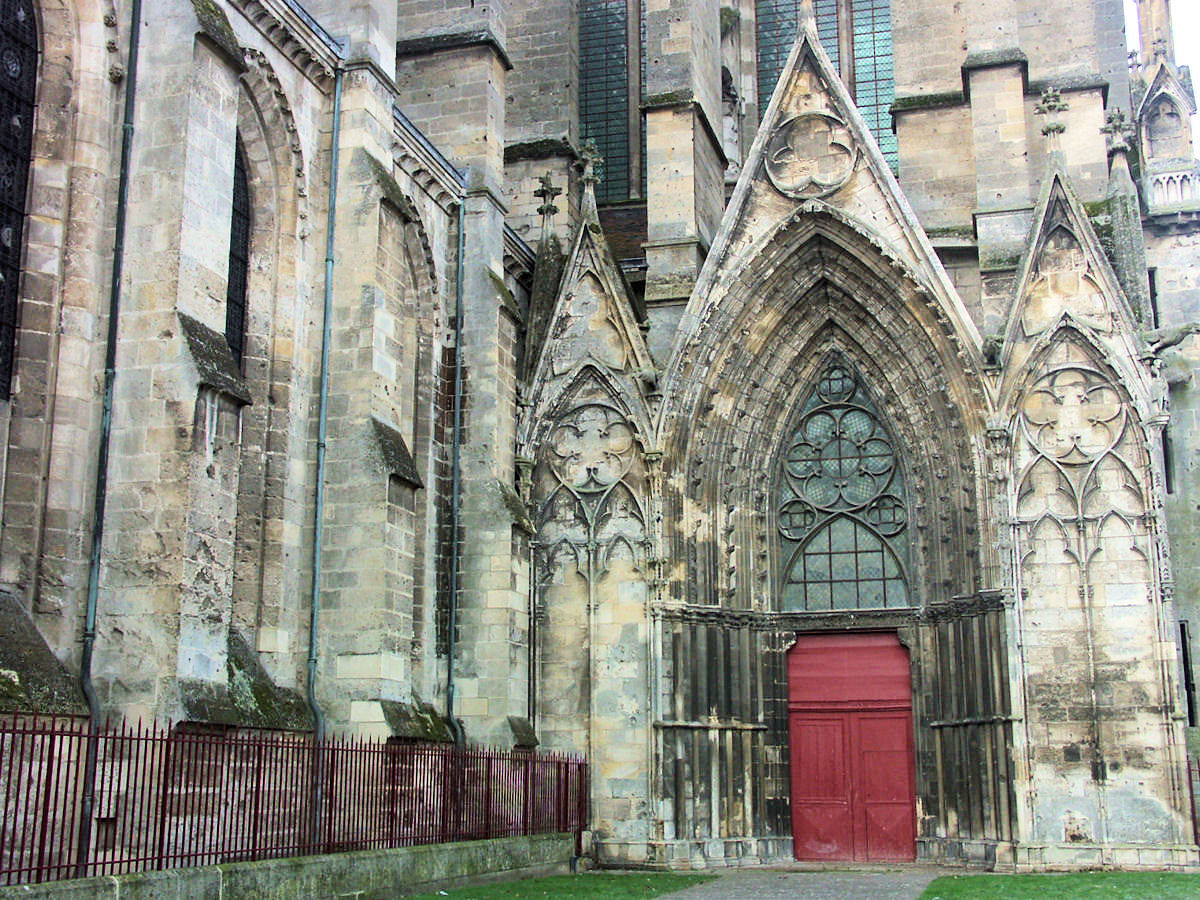
El portal del crucero norte - en la izquierda, el coro; al fondo a la derecha, el crucero norte del

Sostenido por cuatro arbotantes, dos al este y dos al oeste, el crucero norte del transepto está provisto con un portal, situado no al final del crucero, sino en el lado oriental. La pared de fondo o final del crucero está decorada en su parte superior con un rosetón inscrito en un arco apuntado. En su base, las enjutas se llenan con cuatro lancetas. El conjunto se remata con un frontón decorado con un oculus ciego.
La parte inferior de esta fachada, casi completamente ciega, está perforada por cuatro orificios rectangulares enrejados y lindante con un gran muro en ruinas.

### La cubierta
La mayor parte de la catedral está cubierta de pizarra. Solo la gran capilla redonda que flanquea el crucero sur del lado sureste, se cubre con tejas policromas.
La base de este tejado está bordeada por una larga galería que contornea la cabecera al este y se prolonga al oeste hasta la torre. Está flanqueada por una balaustrada.

### La cabecera y sus arbotantes

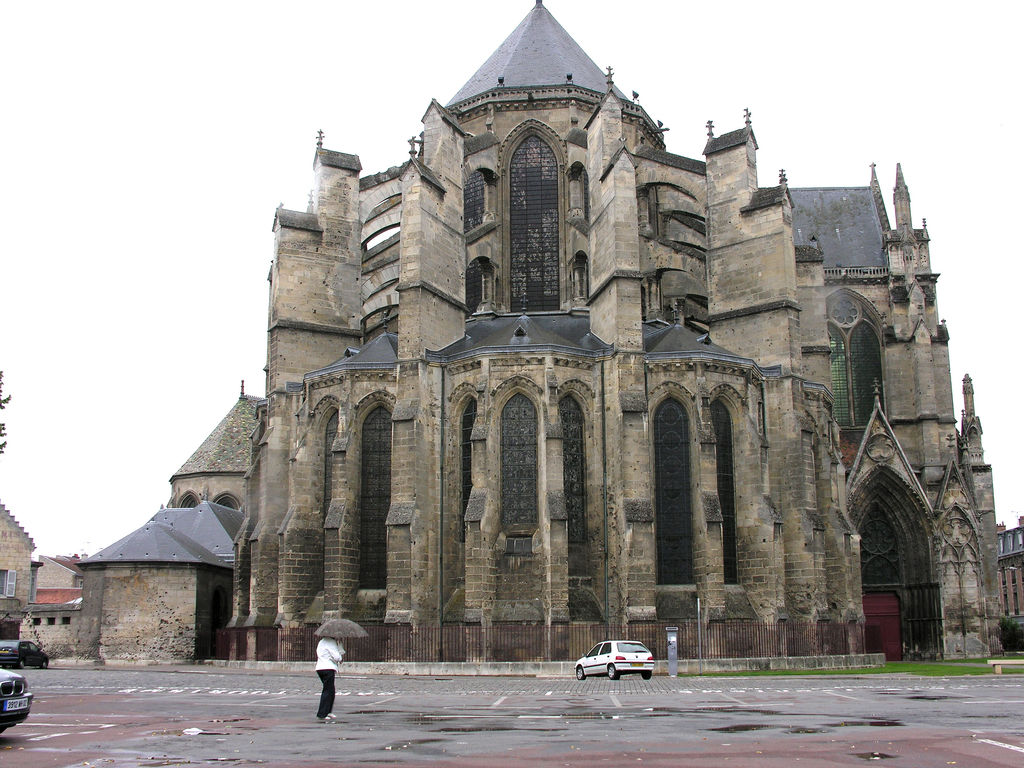
La cabecera, al este de la catedral

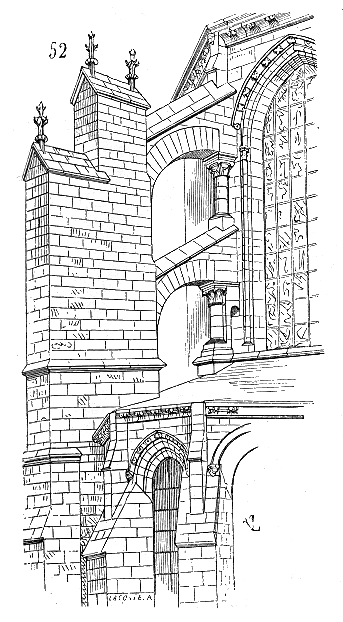
Los arbotantes del coro de Soissons. Dibujo de Viollet-le-Duc.

Las altas ventanas de las capillas radiantes, dotadas de vidrieras, están separadas por contrafuertes muy salientes.
Los arbotantes de la cabecera de la catedral de Soissons son de dos niveles y contrarrestan el empuje de la parte superior del coro. Se apoyan en el exterior sobre grandes estribos, pesados y masivos. Su cabeza (parte superior) se apoya contra las pilas soportadas por columnas adosadas en el muro. La última dovela de cada dos arcos no se empotra en la pila y queda libre para deslizarse en el caso de que la bóveda empuje como resultado de un asiento de los puntos de apoyo verticales, ya que de lo contrario los arbotantes romperían.
El arbotante superior se apoya sobre la parte de la pila del coro situada por encima del centro de empuje de las bóvedas, donde se ejerce la parte superior del empuje. Esto mismo se aplica al contrafuerte inferior que contraempuja la bóveda a nivel de la parte inferior del empuje. El conjunto de estos dos arbotantes asegura la máxima estabilidad de las bóvedas del edificio. Esta fue una innovación importante que se refinó en la Notre-Dame de Chartres, catedral en la que el espesor y por lo tanto el peso de las bóvedas eran muy importantes.
Contrariamente a los arbotantes construidos después (Notre-Dame de Chartres, Notre-Dame de París, y otros), el chaperon del arbotante superior aún no se utiliza de canalización para evacuar las aguas de los pesebrones del techo del edificio hacia el extremo inferior del arco, y por lo tanto los remates de los estribos todavía no tienen gárgolas.

## El interior de la catedral

### La nave

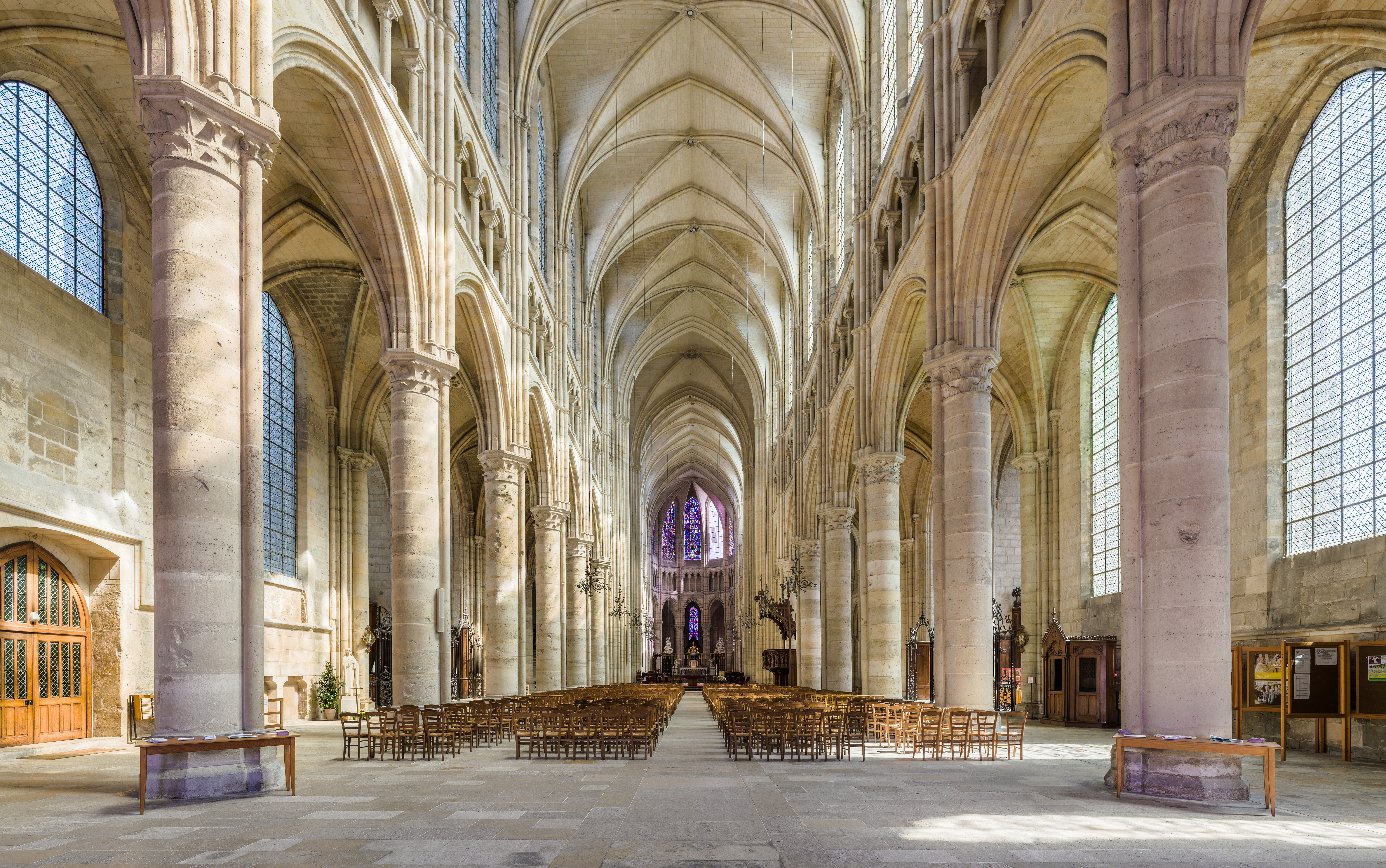
Vista de la nave y el ábside oriental, tomada desde el nártex

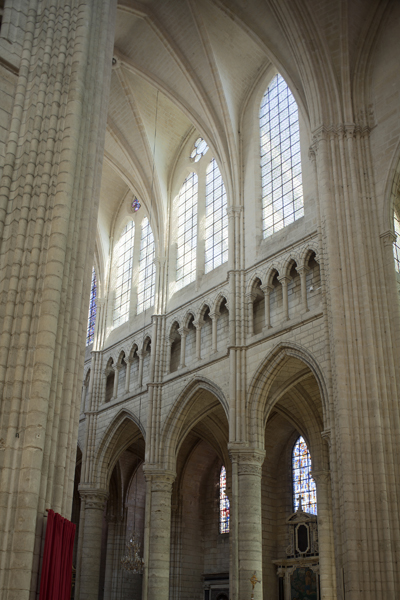
Detalle del alzado de la nave en tres niveles: grandes arcadas, triforio y ventanas altas.

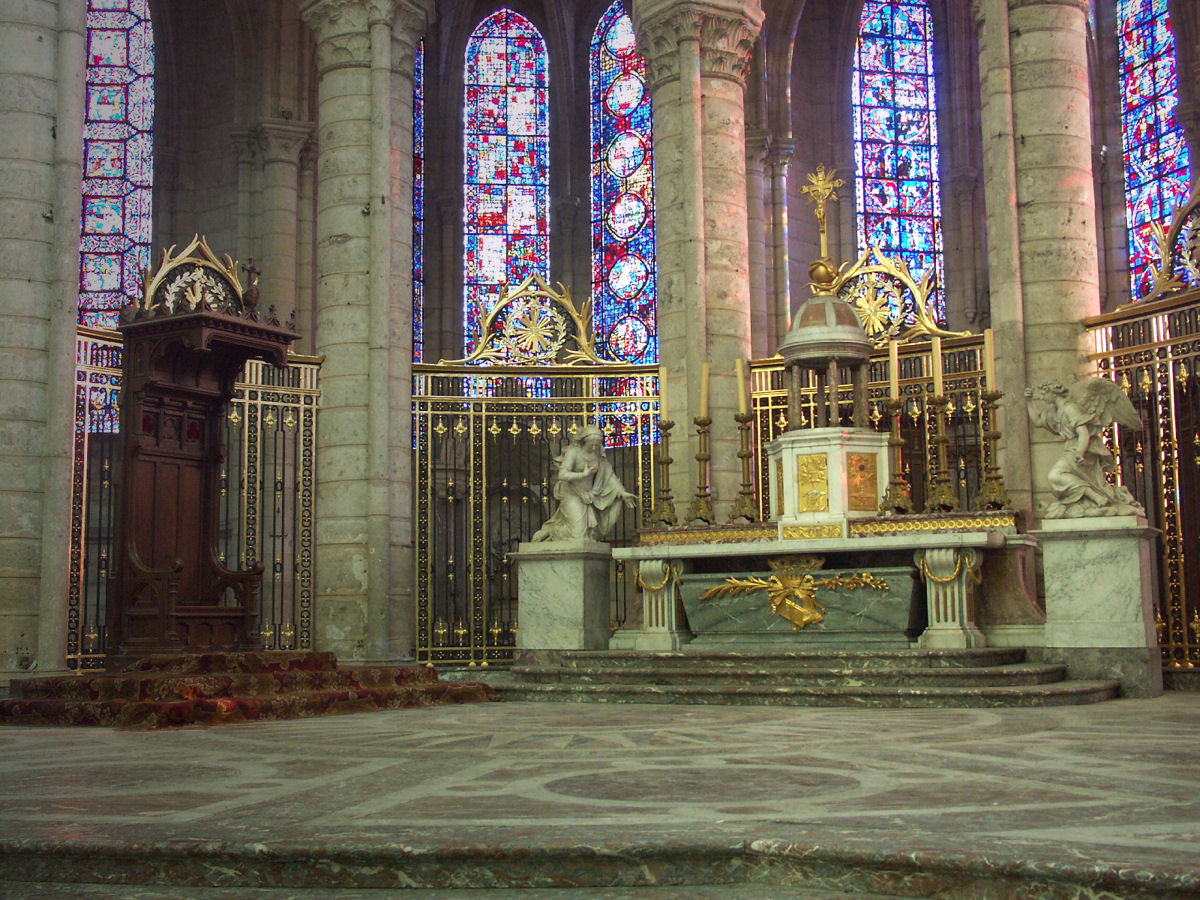
El altar de la catedral está enmarcado por dos estatuas de mármol blanco datadas de la segunda mitad del y representa La Anunciación, obras de Michel-Ange Slodtz. A la izquierda la sede del obispo.

Si se exceptúan los cruceros, el interior de la catedral es bastante simétrico. La nave, que consta de siete tramos, está precedida por un narthex de un único tramo. Su alzado tiene tres niveles: grandes arcadas, triforio y ventanas altas. Los vanos del triforium son de cuatro arcadas y están rematados por altas ventanas geminadas, coronadas ellas mismas por óculos plurilobulados. Las naves laterales tienen grandes ventanales. Las bóvedas de ogivas cuatripartitas son de planta barlonga en la nave y de planta cuadrada en las dos laterales.
Las ojivas de la bóveda y de las arcadas caen en forma de facetas, sobre los capiteles. Por debajo de los capiteles, se encuentran columnas redondas dotadas de una única columnilla adosada en la esquina de la nave. Este tipo de columna tiene el nombre de pilar soissonnés o columna soissonnesa.
En el norte de la nave, a la altura del tercer tramo del edificio, se encuentra un acceso a una gran sala muy compuesta por tres naves de tres tramos. Por último, en el quinto y sexto tramo de la iglesia se construyeron capillas laterales que se abren en la nave lateral sur.
Las vidrieras de la nave son casi todas de color verde botella transparentes después de ser reemplazadas después de la explosión de 1815.
El gran órgano fue construido por Victor Gonzalez en 1956.

### El transepto

#### El crucero norte

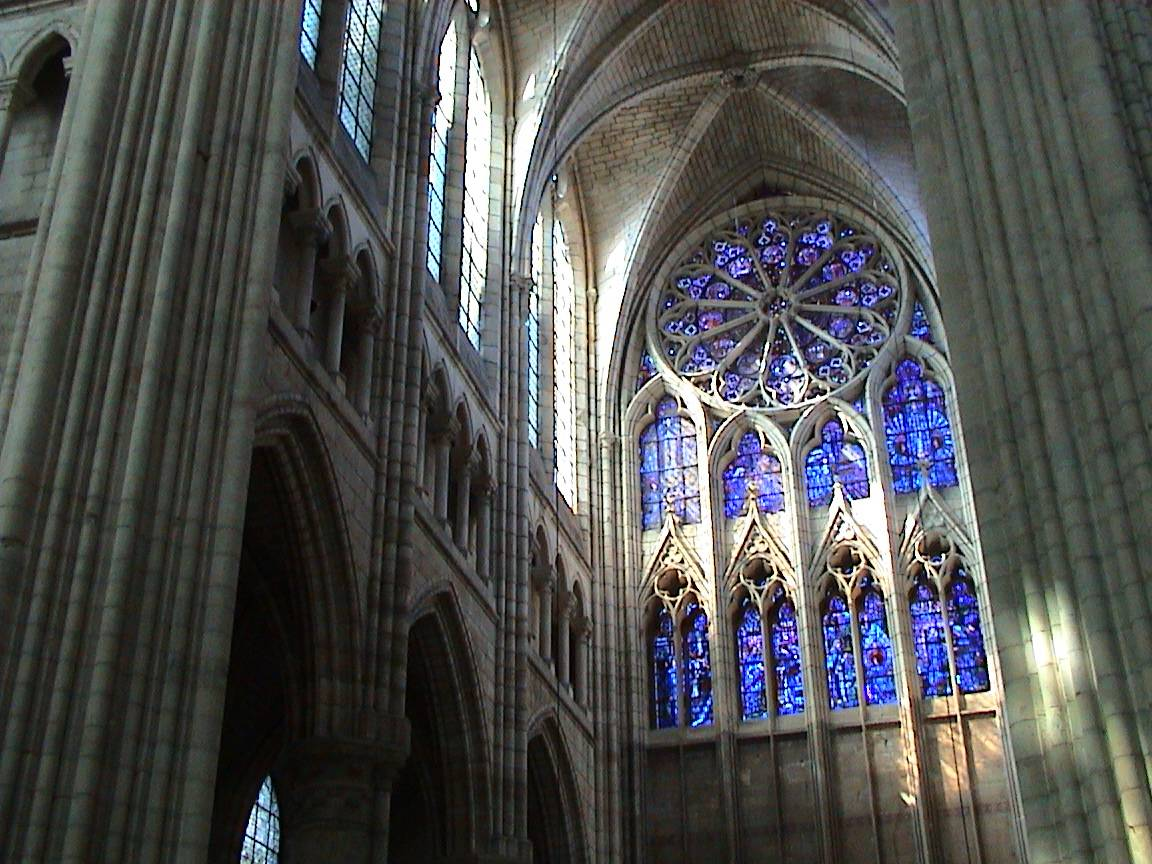
El crucero norte del transepto y sus vidrieras

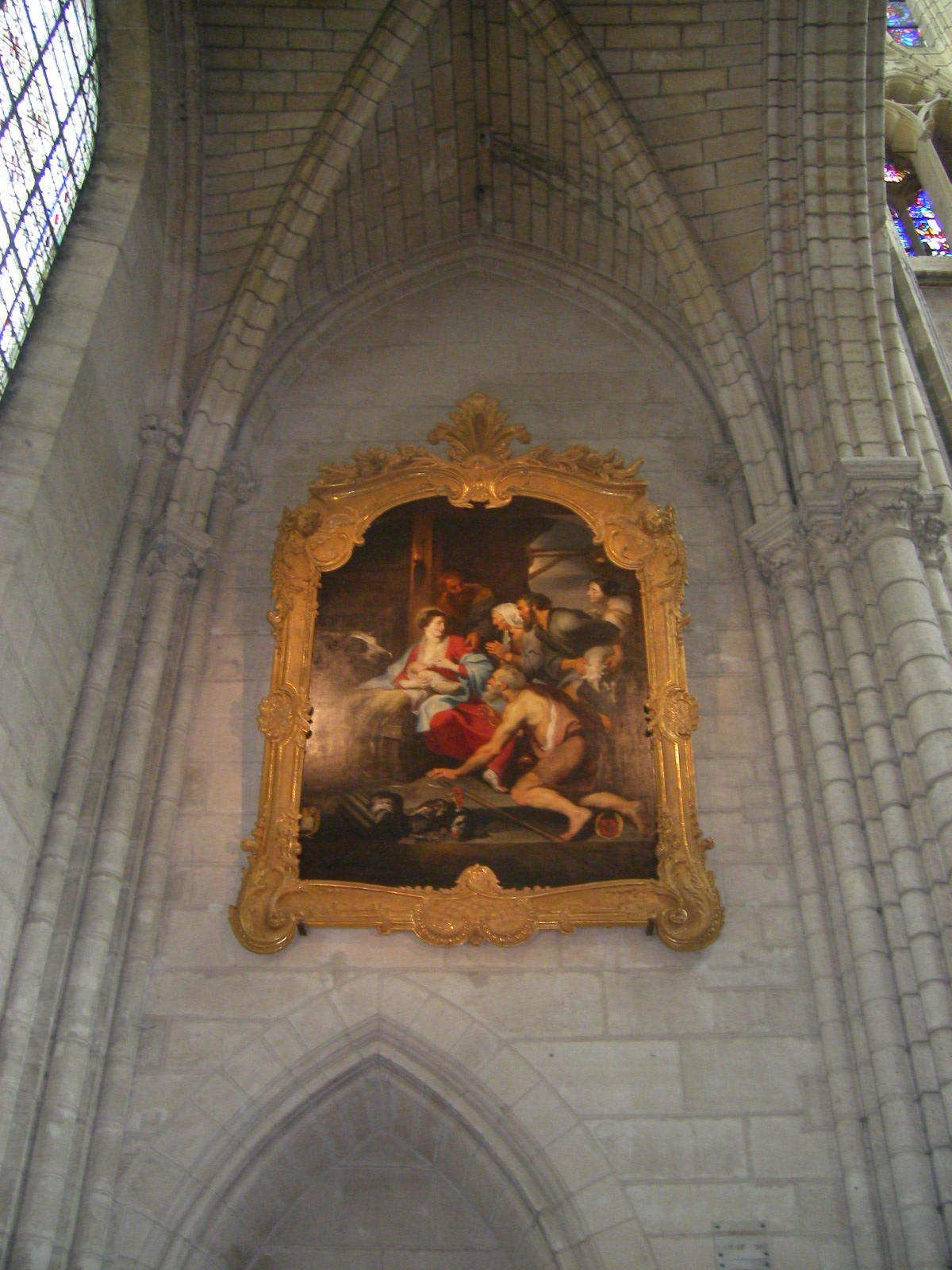
Rubens, la Adoración de los pastores ornando el crucero norte del transepto

El crucero norte del transepto, de estilo gótico radiante, data del último cuarto del siglo XIII, después de la decisión de reconstruir el antiguo brazo norte, que era aproximadamente del mismo estilo que el actual brazo sur. Este transepto norte se las arregla para respetar la unidad de altura con el coro construido unos 75 años antes, además introducciendo el gótico radiante en la catedral de Soissons.
Presenta la misma estructura arquitectónica de tres pisos que la nave. El extremo norte está adornado con una gran vidriera pareada de vitrales. Consiste en un rosetón, acompañado de un claristorio de cuatro tramos rematados por gabletes. Entre las dos, en el espacio entre la roseta y el claristorio, se encuentran cuatro ventanas en lancetas que soportan la parte inferior del rosetón.
Una pintura de Rubens, la Adoración de los pastores adorna el crucero norte del transepto, y una pintura de Philippe de Champaigne, la Remise des clés à saint Pierre [Traspaso de llaves a san Pedro] que data de 1624.

#### El crucero sur

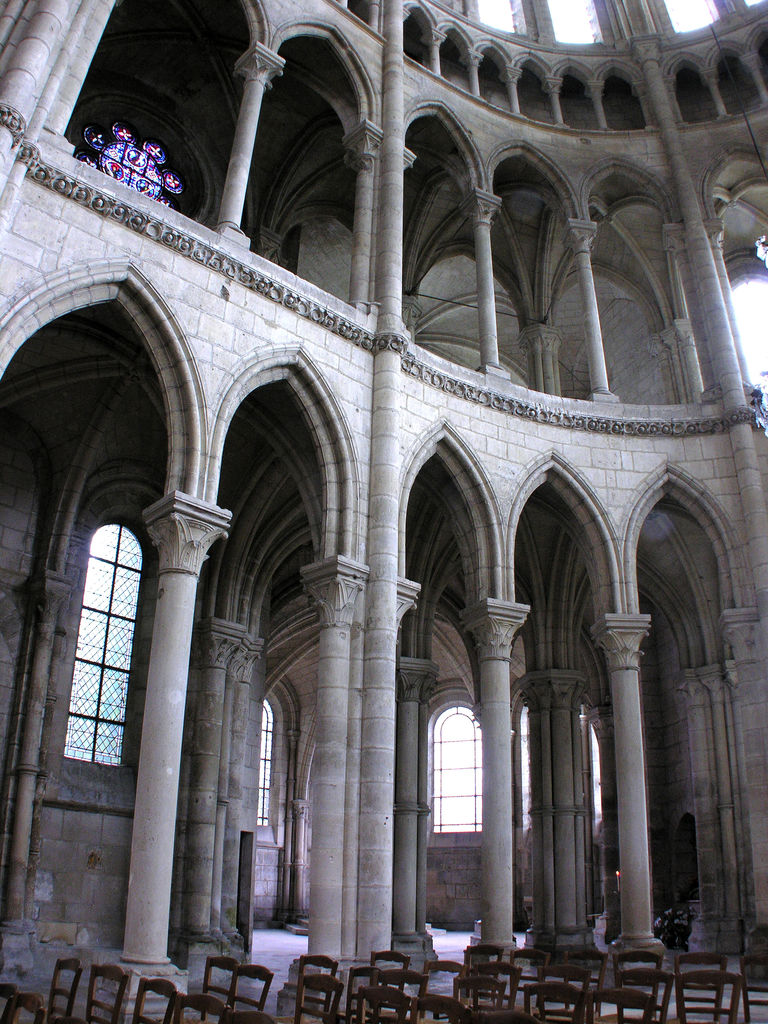
El crucero sur del transepto de la catedral, con sus tribunas. En el fondo: la gran capilla redonda que se abre en el lado sureste de este crucero

El crucero sur, la parte más antigua del edificio, es de estilo gótico temprano, como las catedrales de Laon y de Noyon. Es una manifestación del primer arte gótico temprano con sus cuatro niveles en alzado. De hecho presenta un alzado de cuatro pisos, no tres como es el caso de la nave y del coro. Además de las grandes arcadas, el triforio y las ventanas altas, tiene de hecho un primer piso de tribunas (como Notre-Dame de París, que sin embargo no tiene triforium). Se termina con un ábside redondeado.
El conjunto tiene forma de hemiciclo. Más estrecho que el brazo norte del crucero, pero un poco más profundo, está rodeado por un deambulatorio, también más estrecho que el del coro. Las grandes arcadas son estrechas y están separadas por una serie de pilares soissoneses, alternando con las columnillas más ligeras (a razón de un pilar y dos columnillas), las tribunas tienen tres arcos, mientras que el triforium tiene seis.
Del lado sureste del deambulatorio del crucero sur se abre ampliamente una gran capilla redonda de una planta. La planta baja de la misma está abovedada con 10 ojivas que convergen en la parte superior en una clave de bóveda que presenta un cordero. El piso o capilla alta se abre a las tribunas del transepto.

#### El crucero del transepto
La construcción de la catedral que comenzó por el crucero sur continuó con la edificación del crucero del transepto. Fue entonces cuando que se produjo el cambio de estilo de construcción. Iniciado antes de la finalización del transepto, el crucero vio desaparecer las tribunas reemplazadas por grandes arcos mucho más altos.
Al observar detenidamente este crucero, destaca la presencia de cuatro grandes pilares de un diámetro impresionante. Estaban destinados originalmente para apoyar un cimborrio como las de las catedrales normandas y la de la catedral de Laon. Este cimborrio nunca vio la luz. Pero las dimensiones del crucero, más monumentals, se utilizaron inmediatamente como un modelo para el coro (cuya construcción se inició a partir de 1190, pocos años antes de la catedral de Chartres), y también en la nave, cuyo extremo oriental se empezó a construir al tiempo que el coro.

### El coro

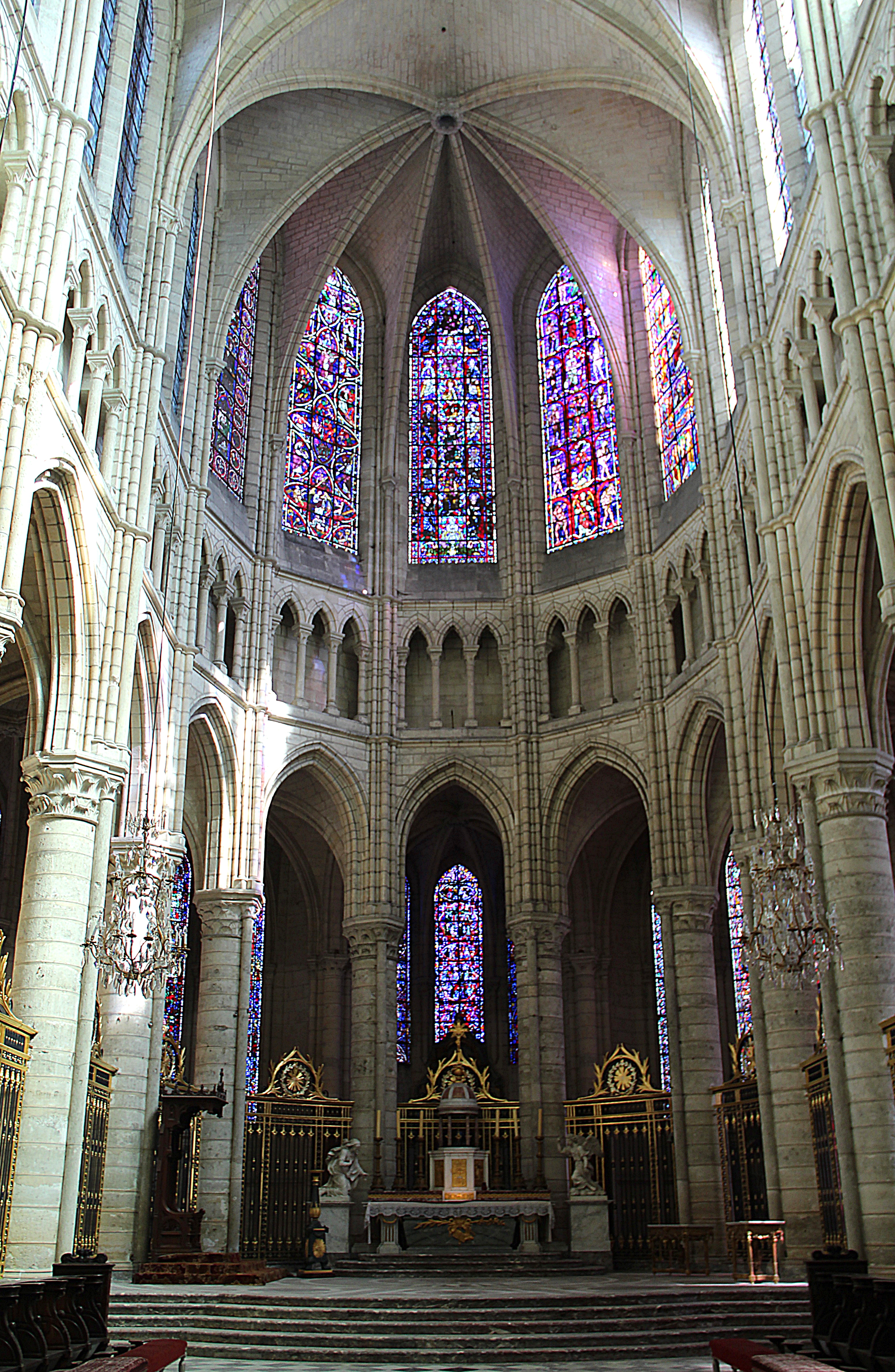
El coro

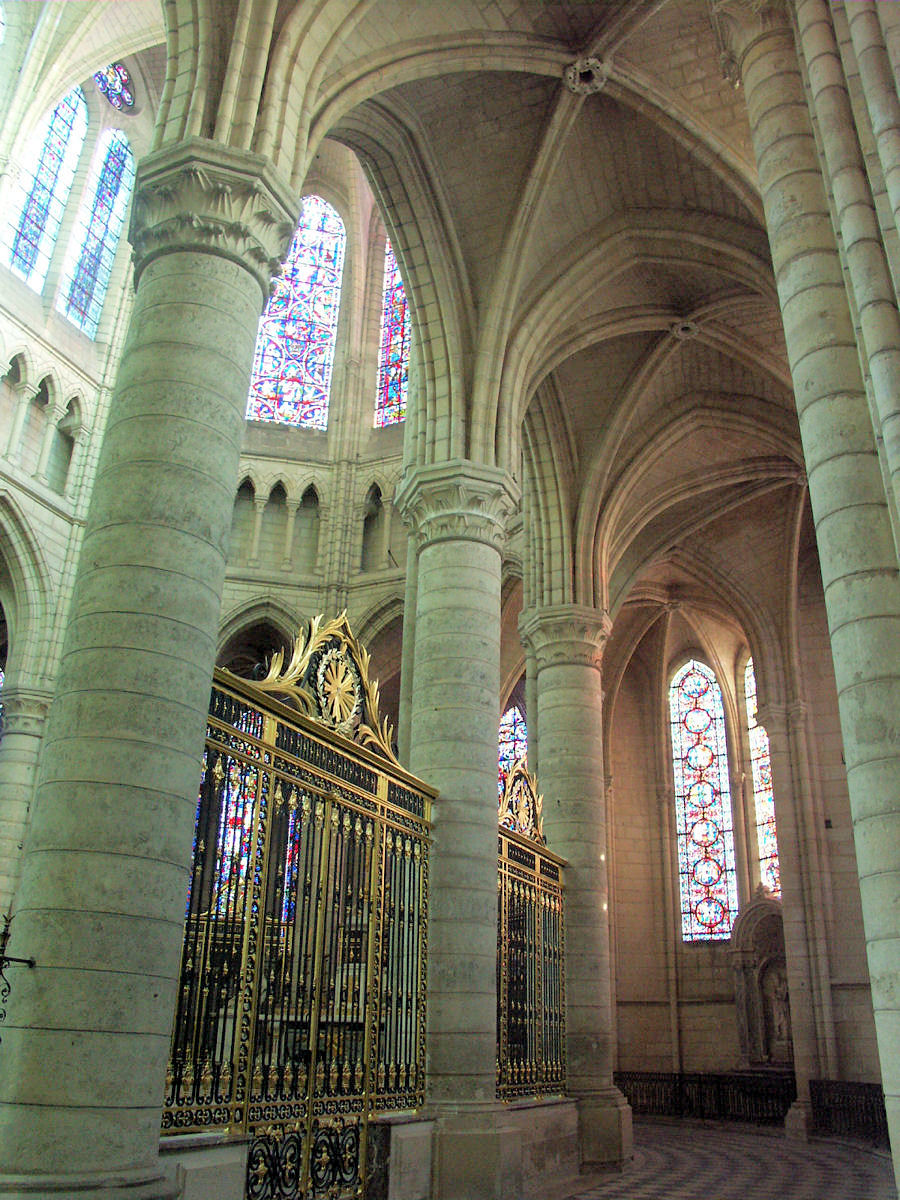
El coro con su reja, y el deambulatorio en el ábside

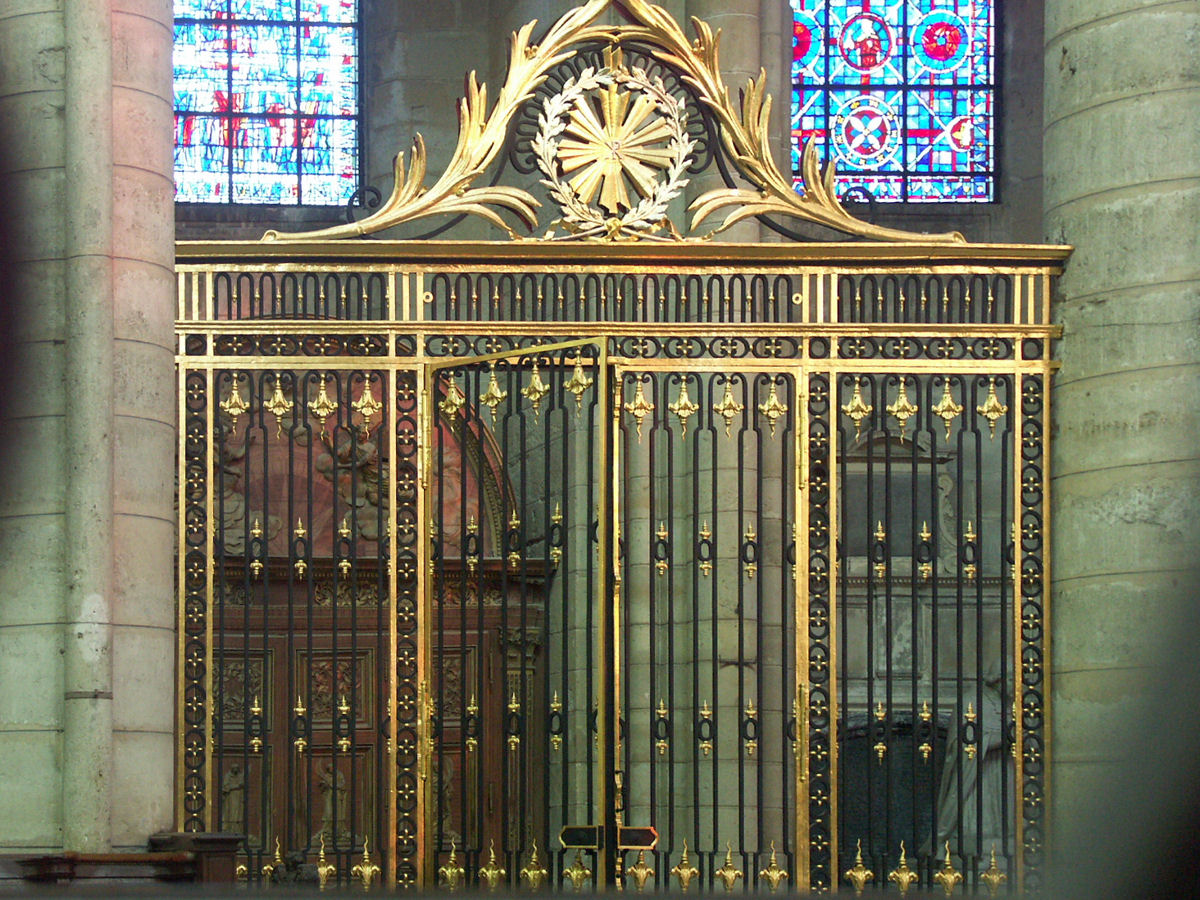
Datalle de la reja de hierro forjado que cierra el coro

El coro es una de las primeras obras maestras del gótico lanceolado. Tiene la misma arquitectura de tres plantas que la nave. Rodeado por un amplio deambulatorio (de 5−6,5 m de anchura), tiene cinco capillas radiantes poco profundas instaladas entre los pilares de la cabecera doblados con contrafuertes. El coro se compone de cuatro tramos barlongos o rectangulares, más el ábside o rotonda. En los tramos barlongos, el triforium se compone de vanos de cuatro arcos y soporta altas ventanas geminadas con dos lancetas. En el ábside, el triforium tiene solo tres arcos y las ventanas altas pierden una lanceta.
Las capillas radiantes tienen una bóveda común con la parte del deambulatorio adyacente, cuya clave de bóveda, situada en la unión entre las capillas y el deambulatorio propiamente dicho, recibe ocho ogivas. Cuatro de ellas pertenecen exclusivamente a las capillas y dos a la bóveda del deambulatorio, siendo las otras dos intermedias.
Las altas ventanas del coro formadas por dos lancetas presentan vitrales de los siglos XIII y XIV, supervivientes de la catástrofe de 1815. Un tapiz del siglo XV representa la vida de los mártires Gervasio y Protasio, los dos santos patronos de la catedral.
El mobiliario del coro se instaló entre 1767 y 1775. Una reja de hierro forjado adornada con dorados separa el coro del deambulatorio. El altar mayor de la catedral, que se encuentra en fondo del ábside está enmarcado por dos estatuas de mármol blanco que representan La Anunciación, obra del escultor Michel-Ange Slodtz. Más a la izquierda, se puede ver el trono del obispo que data de la misma época.

### El órgano
El contrato de construcción del órgano fue adjudicado en 1949 a Victor Gonzalez. Conocido por su talento de armonista y su interés en el órgano neoclásico, firmó aquí su último trabajo. El instrumento fue inaugurado en 1956.
Su tracción mecánica con palanca Barker, era una excepción en la década de 1950. Victor Gonzalez fue el último en hacer uso de este sistema se convertirá que caerá en desuso después de él. La tracción de los registros es eléctrica para permitir combinaciones ajustables, así como el pedal para permitir que dos series de juegos en extensión (flautas y bordón). La composición, preparada por Norbert Dufourcq, era casi anacrónica para la época: muchos juegos de fondo de 8 pies, probablemente, a petición del entonces titular, el canánigo Henri Doyen, un alumno de Louis Vierne.
Hacia 1985, el órgano mostraba importantes signos de fatiga en la tracción eléctrica de los juegos. Una estimación para recuperar de nuevo su estado original se solicitó a la empresa Danion-Gonzalez, que llegó a la conclusión de la necesidad de una restauración total. El órgano fue únicamente limpiado y reparado.
Anne-Marie Barat (1948-1984) sucederá como titular al canónigo Doyen. Este órgano será ilustrado por personalidades musicales principales: Vincent Genvrin, Jean-Michel Louchard, Stéphane Béchy y Vincent Dubois (organista). La titular actual es Isabelle Fontaine.
En la noche del jueves, 12 de enero de 2017, hacia las 22:30, cuando la tormenta Egon, el rosetón de la fachada oeste colapsó bajo la presión del viento y los escombros cayeron sobre el órgano, destruyendolo parcialmente y quedando inutilizable.

#### Composición del órgano
El órgano tiene tres teclados de 61 notas, una pedalera de 32 notas y 67 juegos. Tiene cerca de 5000 tubos. Se encuentra a 23 m de altura.
| I. Positif de dos | II. Gran Órgano | III. Récit expressif | IV. Pedal |
| --- | --- | --- | --- |
| * Montre 8' - Bourdon 8' - Flûte creuse 8' - Salicional 8' - Prestant 4' - Flauta dulce 4' - Nazard 2 2/3' - Quarte de Nazard 2' - Tierce 1 3/5' - Larigot 1 1/3' - Plein Jeu III - Címbalo II - Trompeta 8' - Cromorne 8' - Clairon 4' | *Montre 16' - Quintaton 16' - Montre 8' - Diapasón 8' - Flauta armónica 8' - Bourdon 8' - Prestant 4' - Flauta à cheminée 4' - Quinta 2 2/3' - Doublette 2' - Fourniture V - Címbalo IV - Corneta V - Bombarda 16' - Trompeta 8' - Clairon 4' | *Bourdon 16' - Principal 8' - Flauta armónica 8' - Gambe 8' - Voz celeste 8' - Cor de nuit 8' - Principal 4' - Flauta 4' - Nazard 2 2/3' - Flageolet 2' - Tierce 1 3/5' - Piccolo 1' - Plein Jeu V - Címbalo IV - Bombarde 16' - Trompette 8' - Hautbois 8' - Régale 8' - Clairon 4' - Tremblant | * Flauta (ext) 32' - Soubasse (ext) 32' - Principal 16' - Flauta 16' - Soubasse 16' - Principal 8' - Flauta (ext) 8' - Bourdon (ext) 8' - Principal 4' - Flauta (ext) 4' - Flauta 2' - Corneta IV - Plein Jeu V - Bombarde 16' - Trompeta 8' - Clairon 4' - Clairon 2' |

- Tracción mecánica asistida por máquinas Barker para los tres teclados manuales.
- Tracción eléctrica para la pedalera, los registros y la caja expresiva.
- Acoplamientos: POS/GO, REC/GO, REC/POS.
- Tirasses: GO/PED, REC/PED, POS/PED.
- Llamada de mezclas y anchos para cada teclado
- Tutti fondos, mezclas, anchos
- Combinaciones ajustables: 6

## Galería de imágenes

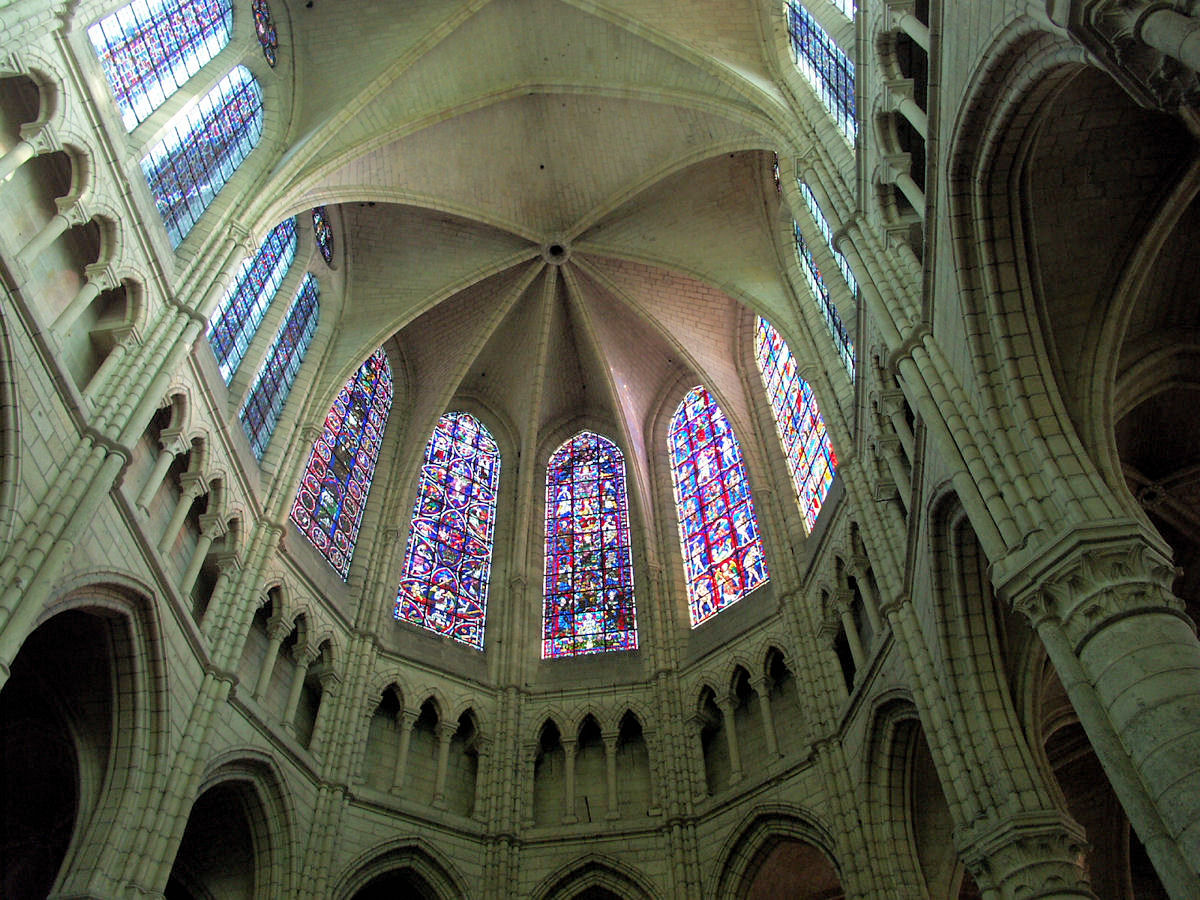
El ábside del coro y su bóveda
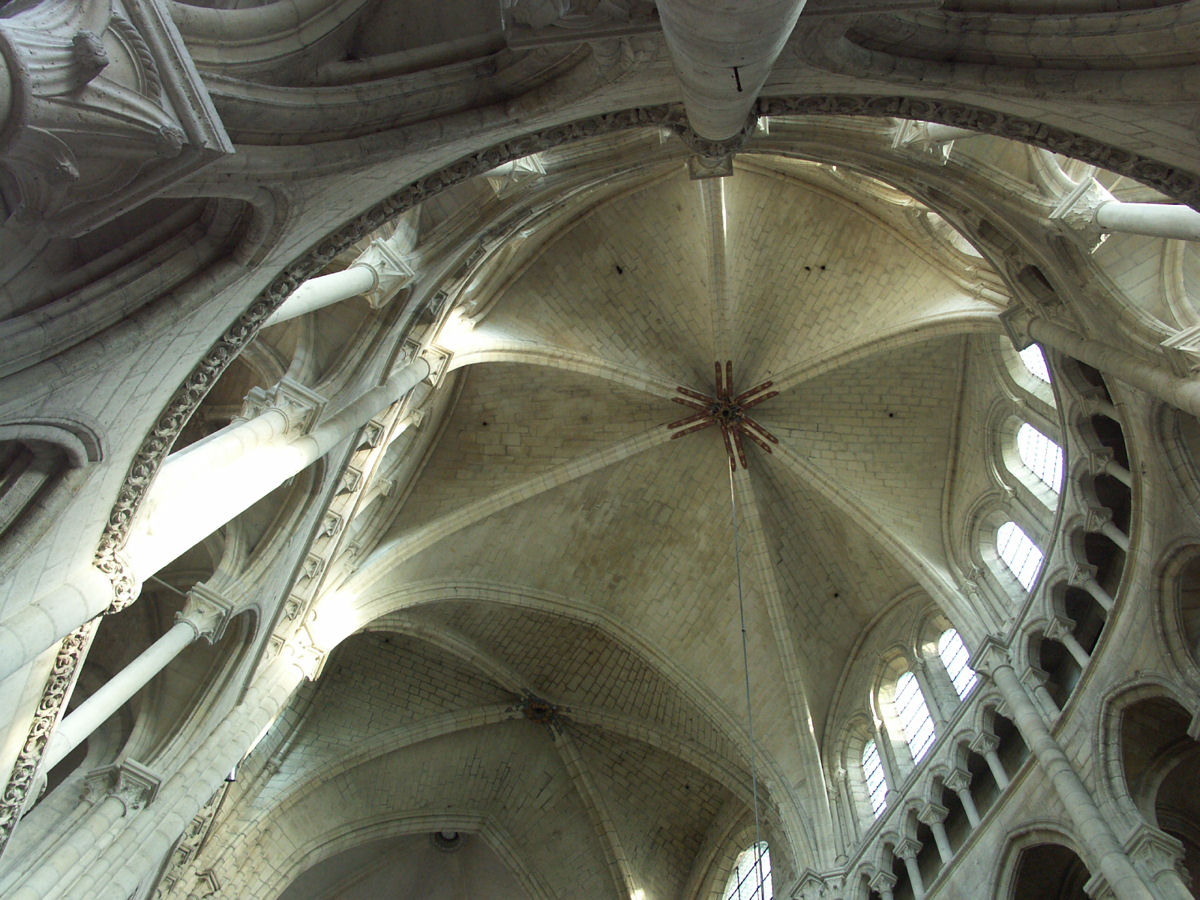
El ábside del crucero sur del transepto y su bóveda
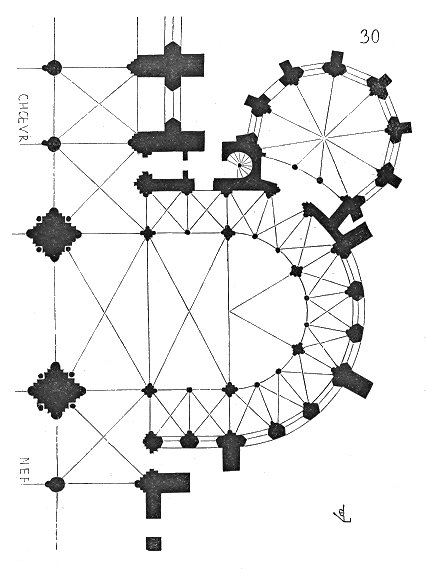
Planta del crucero sur
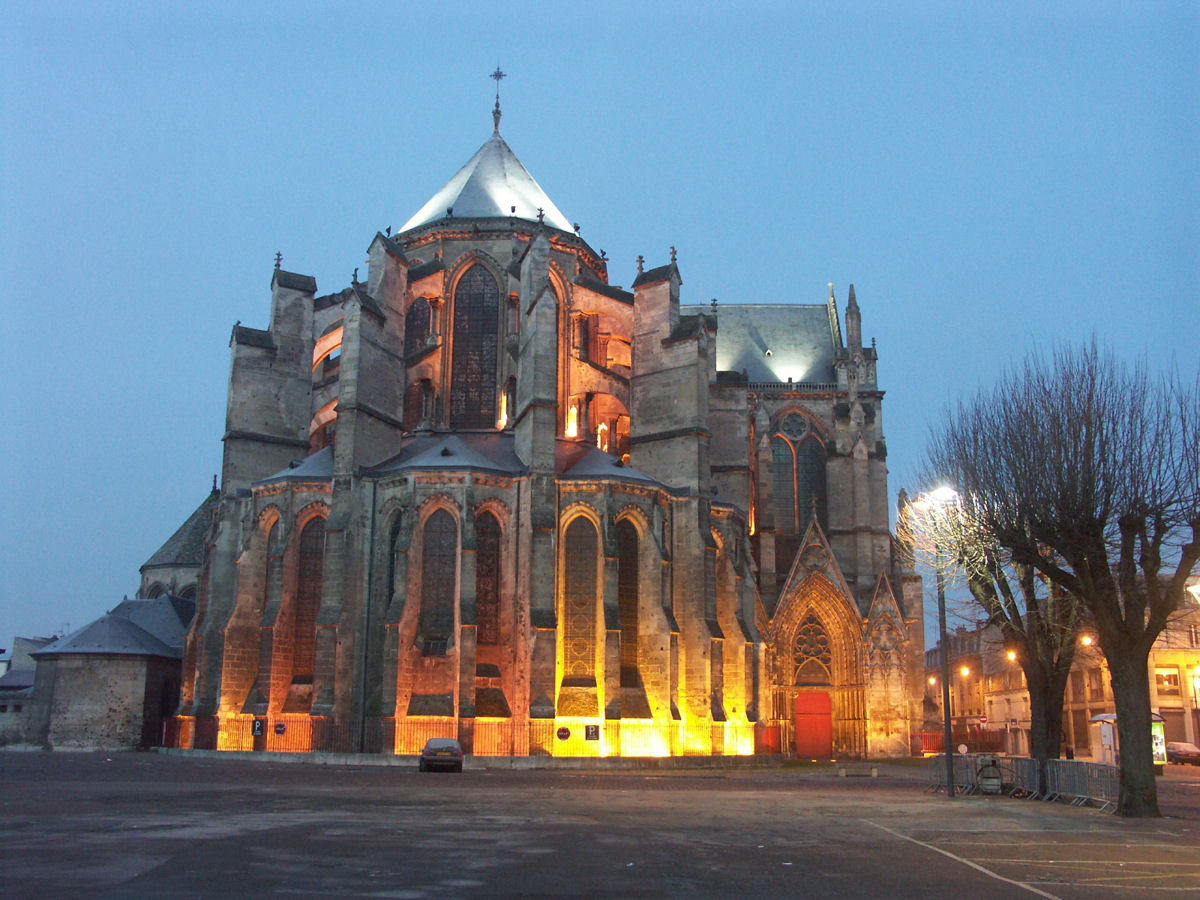
La cabecera iluminada
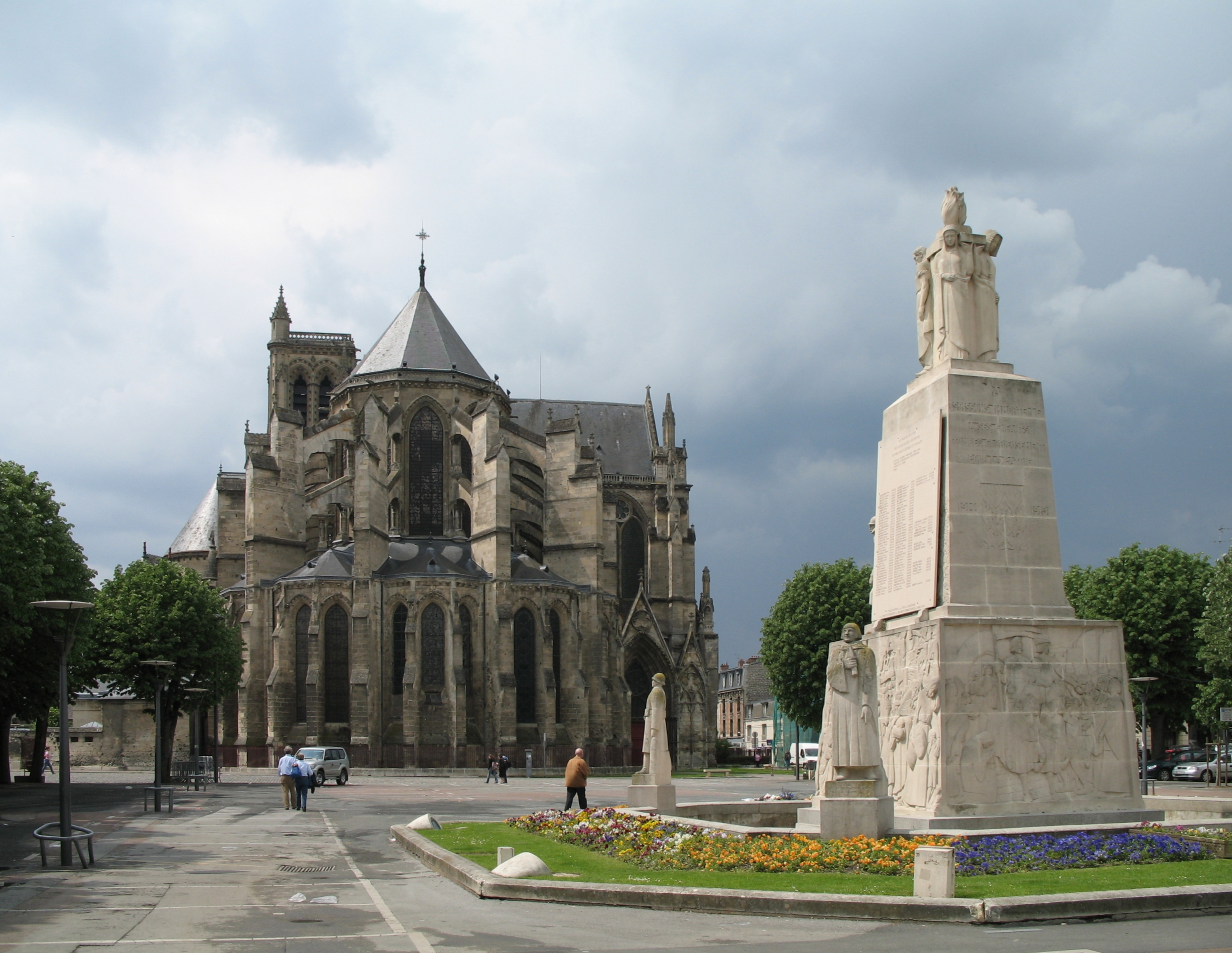
El monumento a los muertos y la cabecera
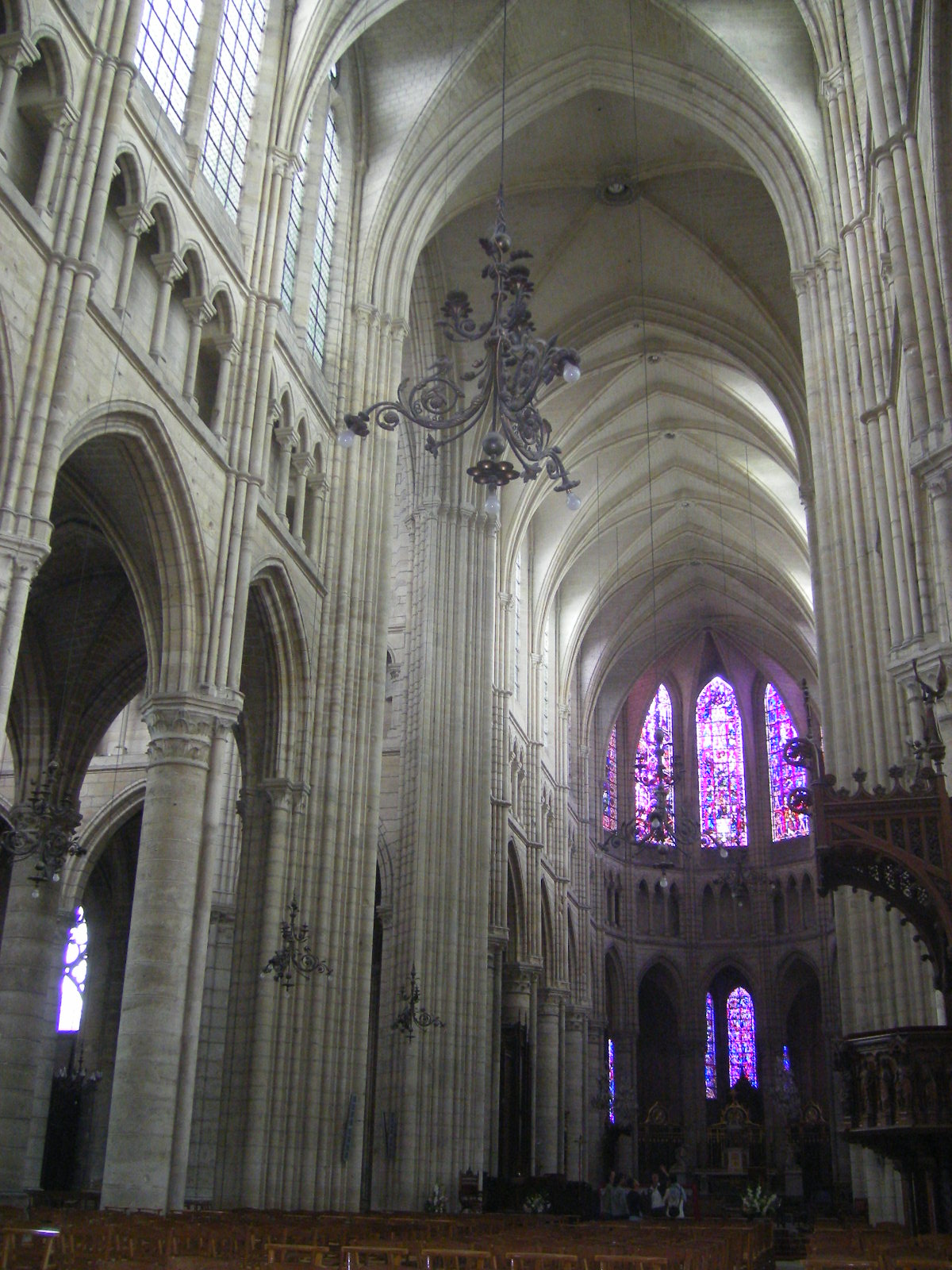
alzao de la nave y del coro
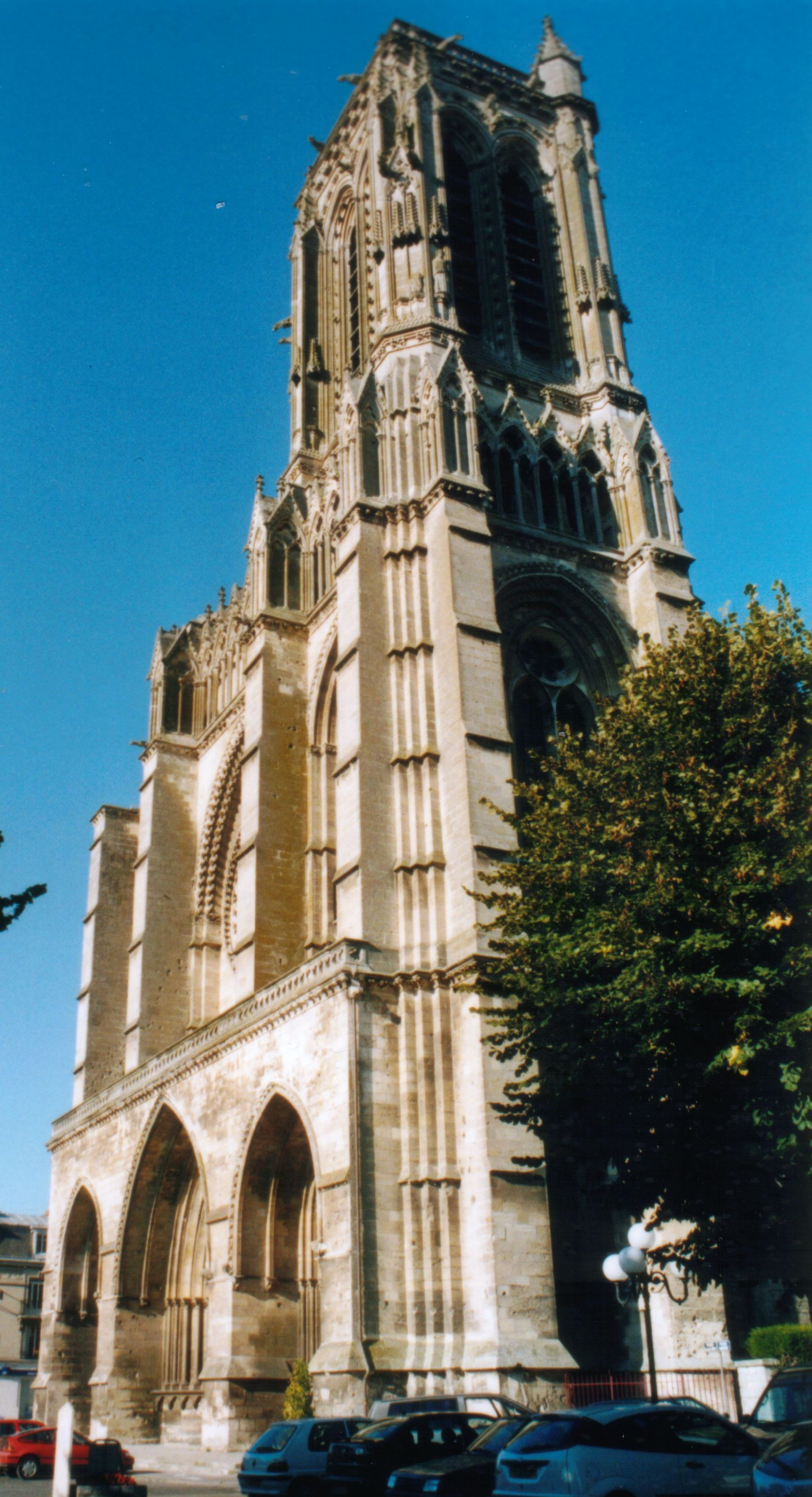
La torre sur
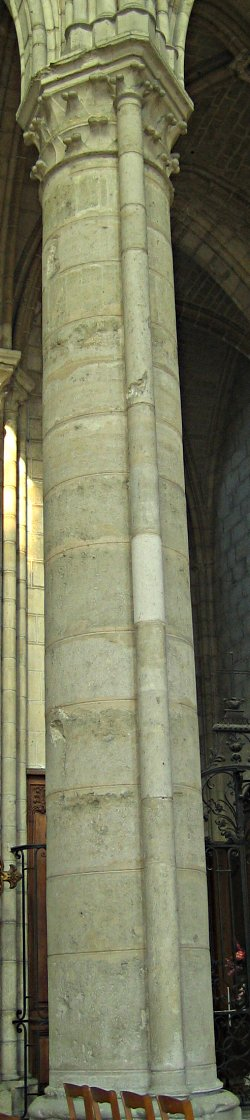
Pilar soissonés
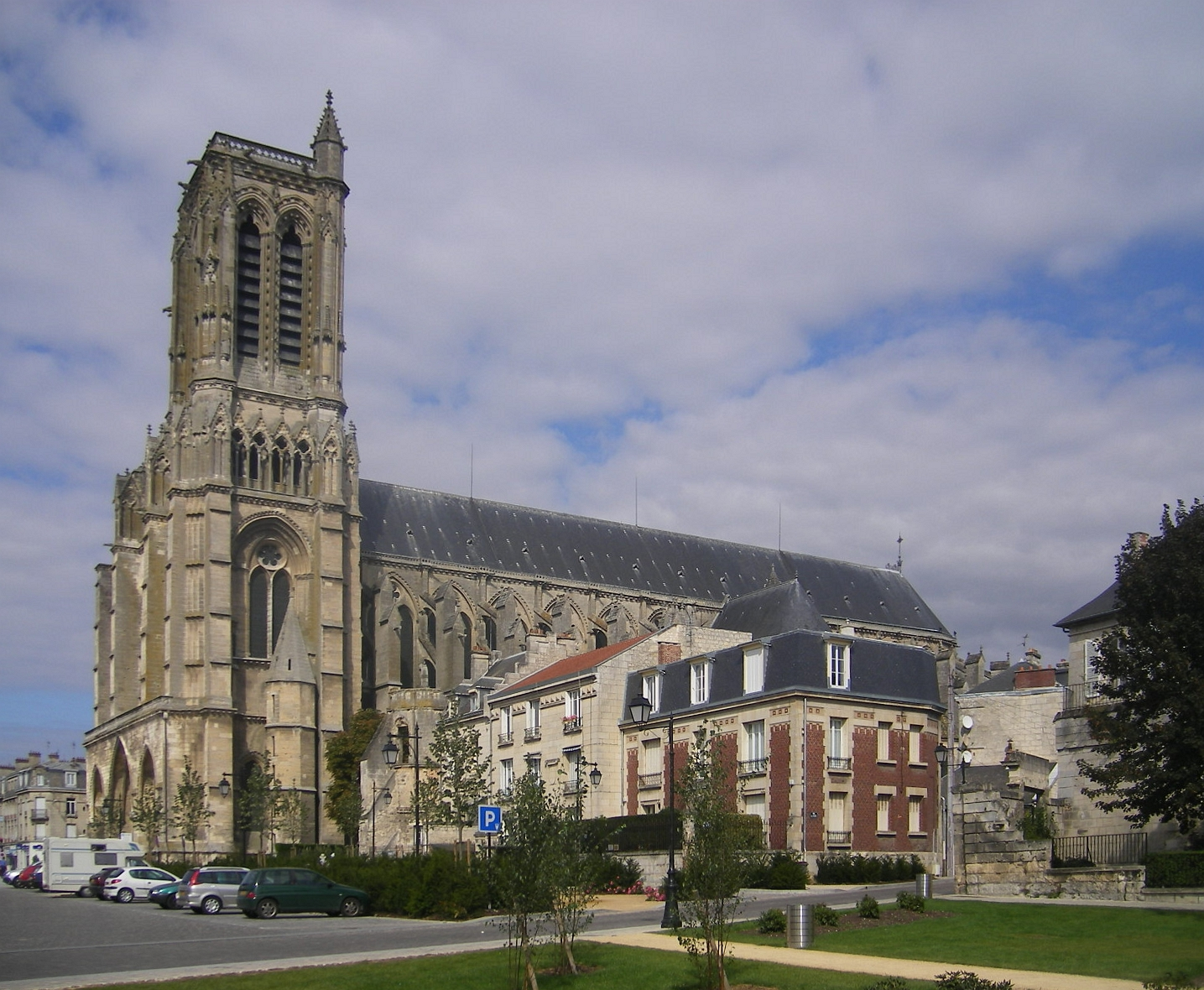
La torre vista desde el lado sur
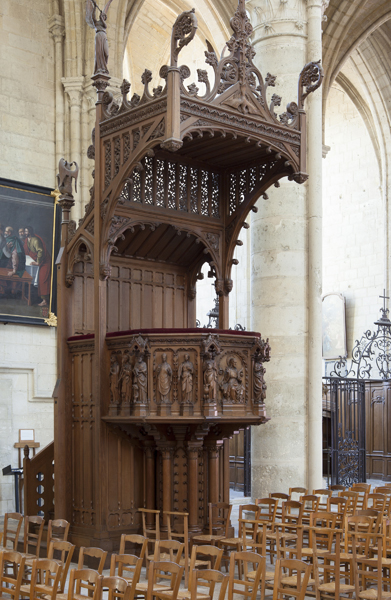
El púlpito

## Varios
- Video: visita virtual de la catedral (2' 01)
- El carillón de las horas: Maurice Duruflé compuso su obra para órgano Fugue sur le carillon des heures de la Cathédrale de Soissons, op. 12 (1962)